# ムヒョとロージーの魔法律相談事務所
『ムヒョとロージーの魔法律相談事務所』（ムヒョとロージーのまほうりつそうだんじむしょ）は、西義之による日本の漫画。『週刊少年ジャンプ』（集英社）において、2004年53号から2008年14号まで連載された。公式略称は「ムヒョロジ」。2021年1月時点でコミック累計発行部数は全18巻で360万部。文庫版コミックは全10巻で40万部を突破している。
連載終了後、四谷阿部之を主役にして下ネタを取り入れた異伝物語『四谷先生の大冒険』が『ジャンプスクエア』2008年7月号に掲載。2007年8月11日に天羽沙夜による小説版がジャンプ ジェイ ブックスから刊行された。2018年3月19日から2019年3月7日まで『少年ジャンプ+』において続編『ムヒョとロージーの魔法律相談事務所 魔属魔具師編』が連載された。
2018年8月および2020年7月にテレビアニメ化された。

## あらすじ
本来なら現世にいるべきではない死霊が跋扈し人を害する事件が度々起こる現代の日本。この世界には、魔法律協会と呼ばれる魔法律によって霊の犯罪を裁きあの世へ送るために作られた新設の機関が存在している。
物語は、六氷魔法律事務所を主な舞台に魔法律を使いこなす天才少年ムヒョと凡庸な助手ロージーの二人の魔法律家の活躍を主軸に展開してゆく。

## 登場人物
声の項はテレビアニメ版の声優。

### 六氷魔法律事務所
ムヒョ / 六氷 透（むひょう とおる）
声 - 村瀬歩
本作の主人公。「六氷魔法律相談事務所」の所長にして、魔法律の執行を唯一許される魔法律家の最高位「執行人」の位に史上最年少でついた天才。
「ヒッヒ」と不気味な笑い方をする。見た目はとても幼いが、シビアな現実主義者で言動も荒く霊の調査を依頼してきた刑事に足手まといになることを理由に「ついてくんな」と発言するなど、言いたいことははっきりという。そのため冷酷な性格だと誤解されやすい。しかし実際は仲間思いで、正義感の強い性格の持ち主。ぶっきらぼうだが面倒見もよい。ビコ曰く「口下手」。髪型が特徴的（寝癖らしい）。そのせいでよくらっきょやたまねぎと言われる。刑事物が好きで『逆ギレ刑事』というドラマにハマっている。さらに『ジャビン』（『ジャンプ』のパロディ）を暇さえあればいつも読んでいる。
常人の数倍の煉の持ち主で、呪文無しでの執行が可能。通常30分の時間が必要となる魔法律書と通行証の融合を3分足らずで成功させるなど、執行人の中でもとりわけ強力な力を持つ。反面、執行によりかなりの煉を消耗するため、よく睡眠を取る。通常は執行後3日3晩は寝ている。その優れた才能故に人々の尊敬を集めるが、嫉妬されることも多い。
自分の才能を妬んで闇に落ちた親友・エンチューを「凡人」呼ばわりしバカにした態度をとっていたが、本当は誰より彼を心配しており、どんな時でも彼のことを忘れたことはなく、彼のことを今でも親友だと思っている。
ミックとの戦闘後に今まで使っていた魔法律書が二つに裂けてしまった。その後、ビコとリオの手により完成した3倍出力の魔法律書を1人で、そしてわずか数分で使用者を書が試す試練を乗り越えている。また、その新しい魔法律書は使用者にかなりの負担がかかるようだが、ムヒョはそれをも耐えることができた。
ベクトール編では、世間に出回る前から既に霊根に取り憑かれていたため、定期的にどんなことをしても「起きなくなる」という症状が出ていた。短いときでも半日ほど、最長で3日起きず火事でさえ起きなかったが、実際は霊根のせいではなくロージーへ煉が流出しその疲労で昏睡状態になることがあきらかにされた。
年齢については不詳だが、作者の西曰く中学生以上であることは確からしい。
『ジャンプアルティメットスターズ』のムヒョの「コマ相性」にネウロがおり、ネウロとは互いに仲が良いらしい。
身長128cm（尖った髪を除けば実際は110cm台らしい）。1月23日生まれ。好きなもの：ジャビン。特技：爆睡。苦手なもの：太陽の光と安眠の妨げ（特にロージー）。
ロージー / 草野 次郎（くさの じろう）
声 - 林勇
もう一人の主人公。「六氷魔法律相談事務所」に勤めるムヒョの助手。
ムヒョとは対照的で臆病で泣き虫だが、純粋で心優しい性格。魔法律にかける情熱は人一倍強く、ムヒョの役に立とうと日々努力している。何をやってもドジを踏む落ちこぼれで、世間ではダメ助手と噂されているが、本来は裁判官補佐以上しか使えない杖の魔力を発動させたり、多数の悪霊を魔縛りの術で止めたりと、潜在能力は計り知れず、ペイジ曰く「常人の数倍の煉がある」という。
初登場時は二級書記官だったが、進級試験を受け一級書記官の仮免許を取得。最終話では一級書記官に昇進している。乗り物（船や車類）に酔いやすい体質。近視のため普段はコンタクトをつけているが、事務所内にいる時は書類を見る時など、時々眼鏡を掛けている。事務所内の事務的な仕事はすべてロージーがしている。痩身なため、敵味方問わず、度々「モヤシ」と称される。
魔法律家を目指したきっかけは、霊に憑かれた友達を魔法律家（実はペイジなのだがロージー自身は覚えていない）に救われたこと。数度にわたりMLS（魔法律学校）を受験したが、いずれも落ちてしまったため、きちんとした魔法律教育は受けていない。それ故2年前にムヒョの助手試験を受けたときは全くの素人だった。割と女性に好かれる（リリー曰く「よく見るとイケメン」）。
特別教合宿ではエビスから渡された煉と元々持っていた自分の煉で霧吹山のブイヨセンをあいてに直書き魔縛りを成功させる。その後もミックに対しても直書き魔縛りの術を使っている。
ムヒョ曰く「危なっかしい奴」（彼に名前などで呼ばれることはめったになく、「クズ」や「カス」呼ばわりされることも）。
物語終盤で、ロージーは常に煉が体外に流れる「煉流出型」であることが判明。ペイジがロージーに贈ったタイは「風に逆らう燕」という煉の流出を抑える魔具である。
リリー・マリル曰く、ムヒョと互いの力を引き出し合う「アロロパシー」という奇跡の力を持っているらしいが、本人達はそのことを知らない。アロロパシーは、ペイジ曰く、「腐れ縁の赤い糸」。しかし、マリルとリリーは、略して「腐れ糸」。
身長170cm。9月29日生まれ。好きなもの：紅茶、お菓子。特技：スーパーハリボテテク、料理。苦手なもの：幽霊、怖いムヒョ。

### 魔法律家
ヨイチ / 火向 洋一（ひむかい よういち）
声 - 柿原徹也
ムヒョやエンチューの魔法律学校（MLS）時代の同級生にしてMLS教職員。協会の調査本部に身を置く。魔具師編では調査部本部長に昇進している。
とても仲間（友達）思いで、エンチューに狙われ常に危険に晒されているムヒョの身を何かと案じる。魔法律家第二位・執行以外の魔法律をこなすエキスパート「裁判官」の資格を持つ。女好きで、「魔法律界のプリンス」とも言われている。
身軽さを生かした魔縛りの術の連撃が得意。仕事は苦手らしいが、最強の裁判官と称されている。ちゃっかり陣の作成に必要なテープや破魔丸と言った魔具を持ち合わせたりと、有能な裁判官である事がうかがえる。
軽い男にも見えるが、エンチューに「裁判官でも立派に戦える」事を示すためにブープと死闘を繰り広げたり、魔監獄へ幽閉されるエンチューを見送った際には涙を見せる等、熱い一面も持っている。
MLS時代からムヒョの相棒になることを望んでいた。最終条（最終話）では、ムヒョの相棒になれずに泣いていた。
爪を噛む癖がある。
身長173cm。8月5日生まれ。好きなもの：サンドイッチ、女の子。特技：スポーツ全般・サイズ当て、タッチ、隠密行動。苦手なもの：仕事・女の子の涙。
ビコ / 我孫子 優（あびこ ゆう）
声 - 河村梨恵
ムヒョのMLS時代の同期生。魔具（札やペンなどの魔法律家の専門用具）を製作する「魔具師」で、通称「魔具師のビコ」。MLS時代からすでに魔具師としての才能があった（エンチューの魔封じの筆を直す等）。
一人称は「ボク」で男児のような外見だが、歴とした女の子である。頑固な性格の持ち主で、物事を率直に言う。基本的に無表情だが、少女らしい一面を見せることもある。禁魔法律家に堕ちた師匠のリオを今でも尊敬している。
リオが作ったムヒョの魔法律書が壊れた為、新しい物を製作し、リオを奪還したことにより彼女の協力を得て、「未完の書」を完成させた。魔監獄へ幽閉されるエンチューを見送りに行った際、パーティーで作ったパンをエンチューに食べてもらうため渡す。
身長126cm。2月28日生まれ。好きなもの：グラタン（リオが作ったものが世界一だと思っている）、レーズンパン、果物全般（特にキイチゴ）。特技：掃除、物を直す（分解）、物持ちがいい、天然ボケ（自覚無し）。苦手なもの：走る（袋が重いから）、炭酸のジュース、長い会話。
今井 玲子（いまい れいこ）
声 - 斎賀みつき
裁判官で、ヨイチの先輩。
おかっぱ風の髪型で、勇猛果敢で男性的な厳しい性格だが、女性らしい面倒見のよさも併せ持つ。MLS時代からその強運と生命力で、悪霊退治・洞穴に十日間家出・海に置き去り20km遠泳など数々の「不死鳥伝説」を作る。悪霊退治の詳細については小説［七色の魔声］にて明らかにされている。また毒島とはMLS時代から同期同室の仲であり今でも一番の理解者である。
初登場時は第18魔監獄の長官を務め、脱走しようとした悪霊ソフィーを身を挺して抑えるも、殉職したかと思われたが、奇跡的に生還。その後はロージーの世話をしながら、ペイジの下で働く。
剣道五段の達人で魔除け小太刀を主要武器として扱う。パンジャの襲撃を受けた際はトイレの清掃用具を振り回して戦ったこともある。
ミックに捕まりアジトに連れて行かれるが、ロージーらに無事救助され、リオと共に帰ってくることが出来た。エンチューとリオの判決が決まった後、「無期執行猶予」の判決が下ったリオの監視員として共に暮らしている。
毒島にロージーとの事を茶化されると真っ赤になるなど、照れ屋な一面も。
身長164cm。2月10日生まれ。好きなもの：牛乳や乳製品に酢の物。特技：暗記（復唱も可）、剣道（五段、達人）。苦手なもの：星座占い（気になるので見たくない）。
ペイジ・クラウス
声 - 羽多野渉
執行人。初老の男性。魔法律協会調査の元本部長で四賢人の一人。ヨイチの上司で、ムヒョとエンチューの師匠。ロージーが魔法律を志すきっかけをつくった人物。
自称、詩人。普段は飄々とし物腰も穏やかだが、怒ると突然乱暴な口調になる。（ロージー曰く「やっぱムヒョの師匠」）
MLS時代からムヒョ・エンチュー・ヨイチ・ビコらの面々の笑顔をただ守りたいと思っていた。エンチューがいつかムヒョの才能に潰されてしまうのではないかと思い、エンチューに通信教育による受講を勧めていたが「友達がいるココにいたいです」という言葉を信じて敢えてそっとしておいた。そのため、エンチューが禁魔の道に走っても、けっして諦めなかった。
エンチュー編ではヨイチと共にイサビのもとを訪れ、イサビや山の怪に勝利、イサビを認めさせティキを倒すのに必要な古の魔具「通行証」の在処を聞き出した。その後のティキとの死闘の末、エンチューを助けることに成功する。
ベクトール編では、彼に対して組織された協会討伐軍の中心として活躍。一連の騒動が起こる前からムヒョが霊根に取り憑かれていることを知っていた。
50年前のティキとの戦闘で師匠を亡くし、自身も足を悪くしている。
喫煙時にパイプをくわえている。魔法律書は本型と杖型。
コミック4巻・5巻・6巻（一部を除く）では、眼鏡をかけていなかったが、7巻以降は、眼鏡をかけている。
魔具師編では本部長の地位をヨイチに譲り、魔法律学園や調査部、魔法律協会の理事を就任している。
身長190cm。5月25日生まれ。好きなもの：詩、パイプのケムリ、ブランデー、甘いコーヒー、演劇（バレエ、オペラ）、散歩（旅に発展する時も）。特技：詩（だと思っている）、アイロンがけが早い、弟子の育成（だと思っている）。苦手なもの：ピカピカじゃない靴、機械全般、協会関係者、パーティー・美しい女性。
ゴリョー / 五嶺 陀羅尼丸（ごりょう だらにまる）
声 - 小林裕介
執行人。陰陽道の流れを汲む名門・五嶺家の頭首であり、超一流魔法律事務所・五嶺グループの若頭取。ムヒョのMLS時代の先輩。
ムヒョと比べると煉の量は少ないが、五嶺家秘伝の技や戦略を駆使して戦う。また、軽い執行なら呪文無しでも発動できる。
「〜だねぃ」という独特の話し方をする。プライドが高く、わがままで毒舌。富や名誉を重んじ、グループのためには自分や他人を犠牲にすることも厭わない。しかしその割には金銭感覚に疎く、14巻の質問コーナーでは「1円ってなんだい」と質問してエビスを絶句させた。子供時代から大組織の頭首という立場にあり、そのプライド故に友人を作らなかった。唯一エビスにはパートナーとして絶対の信頼を寄せているが、態度にはほとんど表さず、豚呼ばわりして過酷に扱う。
魔法律協会を打倒禁魔法律へと煽り、また独自に禁魔法律家達を追っていたため、箱舟による攻撃を受け、五嶺グループは壊滅状態に陥った。その後は個人的にムヒョ達に協力していたが、箱舟が倒された後に姿を消す。エビスと共に旅をしているらしき様子が描かれているが、詳しい状況は不明。
身長178cm。12月20日生まれ。好きなもの：羊羹、おしるこ、蕎麦、茶、庭の散策（五嶺邸内）。特技：書（毛筆師範級）、戦略、地獄耳。苦手なもの：お金の計算、騒音、電車、油っこい食べ物、生臭い食べ物etc（食べ物の好き嫌いは多い）。コミックス8巻の質問コーナーでの彼の性別を問う読者の質問に対し、作者は「さてどっちでしょう」と答えている為、性別は不明である。
エビス / 恵比寿 花夫（えびす はなお）
声 - 高橋伸也
ゴリョーの右腕で、裁判官（補佐系）。
元は盗みなどをして生活していた霊媒体質の孤児。
物語の舞台より10年前、ヘドロの中で力尽きていたところをゴリョーに救われ、以来ゴリョーの側近を務めている。「初めて誰かから必要とされた」こともあり、ゴリョーを非常に慕っている。彼の補佐に徹してきたため、一人で霊と戦うことはできない。
赤沢団地編での失態により一度は解雇されたが、それでも忠誠心は揺るがず、ゴリョーが誘拐されたときなどは命がけで助けようとした。その後は再びゴリョーの側近に戻りサポート役をこなしている。
身長130cm。12月21日生まれ。好きなもの：ラーメン、包（パオ）全般（主に肉まん）、鯛焼き、たこ焼き、お好み焼き。特技：ゴリョーの身の回りの世話（着付けやスケジュール管理など。五嶺グループの人間のほとんどもそう思っている）、早起き（目覚まし時計が無くてもOK）。苦手なもの： 五嶺の怒り、閉所と高所。
マリル・マシアス & リリー・マシアス
声 - 松田颯水（マリル）、松田利冴（リリー）
二級書記官の双子の兄妹。まだ子供だが、魔法律研究で名が知られている魔法律博士。
ロージーらと共に魔法律協会の強化合宿に参加した。霊の対処法など知識は豊富で、誰に対しても偉そうな口をきく。妹のリリーは異様に霊感が強い。彼らが研究中の「アロロパシー＝人における成長の相互作用」がムヒョとロージーに働いていると考え、気にかけている。現在、ペイジ達調査本部と協力関係にある。
エンチューをめぐるすべての戦いが終わった後、二人で今回の戦いのすべてを歴史として書き記している。イサビとフリオがいつの間にかいなくなったこと、禁書もいつの間にか消えたこと、そしてムヒョとロージーのアロロパシーからして、いつかまた何かが起こるとにらんでいる。
国籍はイギリス。
身長：兄143cm、妹142cm。10月13日生まれ。好きなもの：本（マリル）、ペンと紙（リリー）、情報（ゴシップ、大事件、etc）、ケーキ。特技：妄想、分析、研究。苦手なもの：辛い食べ物、いじけたリリー（マリル）、頑固なマリル（リリー）
笹ノ葉 梅吉（ささのは うめきち）
毒島春美の助手を務める一級書記官の少年。
方言が混ざったような喋りをする。ムヒョの大ファンで、助手試験を受けたこともあるが、落ちている。そのためムヒョのパートナーとなったロージーを嫉妬し敵視したが、今は良好な関係にある。魔具を7つ使えるが、未熟なところが多く、臆病で動揺しやすい。
実は人間ではなく、正体は毒島が魔法律で呼んだ使者で、正式名称は「雲竜鼠」。煉を持っているのは毒島から魂を半分与えられているため。人間に憧れているため、常に人化している。
今は今度の試験のため、勉強中。
身長123cm。生年月日：？。好きなもの：ハンバーガー、魔具いじり（ながめていたりしてうっとりする）、魔法律関連の雑誌を読む（自分が使えそうな魔具の情報を探している）。特技：たばこを隠す、ビールを上手に注ぐ。苦手なもの：幽霊、毒島のカミナリ。
毒島 春美（ぶすじま はるみ）
女性執行人で、今井玲子の同期。助手の梅吉には「ボス」と呼ばれている。山奥に事務所を開いているため、魔法律関係の仕事が少なく、副業として「毒島運送」を営んでいる。
世界で数人しかいないという「遠隔魔法律」の使い手。リオと同じく巨乳で、ナイスバディな美人である。自分の裸を人に見られても気にしない、豪快で男勝りな性格。大好物は「一仕事終えたとき縁側で飲む酒」。
自らの寿命を犠牲にして手に入れた銃器型の魔法律書が宝。己の寿命を削って地獄の使者たる梅吉と契約した為、余命幾許もない。喫煙家で、酒癖が悪い。しかし真っ直ぐな正義感を持ち、ムヒョ達の「エンチューを救う為の旅」に好意を持ち、自ら手助けを願い出た。
ティキとの戦いで負った傷のため入院していたが脱走、飲酒状態で運転していた所を協会内で検挙され罰金&免許一発取り消し。今は一文無しのため、リオと今井の所に梅吉と共に居候している。
身長165cm、7月25日生まれ。好きなもの：酒（ビール）、たばこ（ピース）、運転（トラック）。特技：梅吉をもてあそぶ、運転。苦手なもの：肩のこる服、道の混雑。
ギンジ / 素柿家 銀二（すがきや ぎんじ）
魔法律学校高等部五年生で、委員長。裁判官補佐。青年の割りに背が低いが、態度はデカい。
初登場の際、学校内に侵入した女の子（ナナ）を追跡している最中に偶然ロージーと出会い、追跡を妨害した罰としてロージーに魔具庫の掃除を命じた。口で言えるだけの実力を持つ優秀な生徒で、かなり高等な技が使えるが自身の才能の限界を対峙したモグリのボビーに指摘されており、学業を疎かになりつつあったがペイジに諭され心を入れ直した。学内の先輩として、仮入学したロージーの面倒を見ている。
エンチューを捕獲する際にペイジの使者であるキュラと「血の契約」を結んだ。一連の事件以後も、定期的に血を吸われてはフラフラになっている。
身長 163cm。8月11日生まれ。好きなもの：ラーメン、マンガ（主にスポ根・ヤンキー物収集）、魔具の練習。特技：魔具磨き、整備、陸上競技全般。苦手なもの：女の子（目があわせられない）、行列（ラーメンのためならがまんできる）、ヒマ（動いていないとおちつかない）。
サンプー / 三谷 風太郎（みたに ふうたろう）
魔法律協会北支部の執行人。
外見は若いが一人称は『ワシ』で語尾に『〜じゃ』とつけることがあったりと、見た目に似合わぬしゃべり方をする。また、片言で喋ることも多い。北支部で霊に捕まりそうになっていたナナの窮地を救った。初対面のナナを『おばさん』と呼ぶ。
ベクトールが北支部の魔法律家達を襲った時、カゲに守られて九死に一生を得、その後協会総本山に式文で情報を伝えつつ隠れ家でベクトールを討つ機会を狙っていた。ベクトールが倒された後は、セゼミの行方を追って姿を消した。
シューター曰く「未来のホープ」。
身長132cm（カゲが乗ると153cm）。1992年1月25日生まれ。好きなもの：おもち、ヨーグルト。特技：頭の中をカラッポにできる。苦手なもの：人込み、辛い食べ物、地図、カゲの無茶な要求。
ジョージ・シューター
執行人。口髭を生やした長髪の男。魔法律家たちの間では「豪腕」と言われる強者。
『死の国』と呼ばれるある特定の使者の召喚を省く剣型の魔法律書を扱い、『見えない魔法律』を得意としている（ヨイチ曰く「実際に使者はいるが姿を見せることはめったにない」）。またそれ自体の切れ味も抜群である。
軽そうで高飛車な性格だが、ペイジなど実力者に対してはそれなりに敬意を払う。しかし弱者に対しては冷酷な態度をとり、ムヒョが起きないことを理由に彼とロージーに『戦力外通告』をつきつける。こっそりと北支部に潜入したムヒョたちを「ドブネズミ」「ゴミ」と罵るが、ロージーは彼もまたムヒョ同様冷たさで優しい感情を押し殺している一人ぼっちの魔法律家と見抜いた。
若い頃行動を共にした魔法律家たちに次々と死なれ、『死神シューター』などと呼ばれたため周りと自分を憎んだ。そして誰とも交流を断ち、『死の国』と鴉門を習得して孤独となる道を選んだ。
九苦狸の攻撃で重傷を負い、現在は療養生活を送っている。
身長181cm。1972年6月10日生まれ。好きなもの：ブランデー、チーズ、パン（フランスパン）ペッパーソースのハンバーグ。特技：ジグソーパズル、トランプ（ポーカー）、ボウリング（ムラかなりアリ）苦手なもの：安い食べ物、映画館、汚い食べ方をする人間。
北島 虎之助（きたじま とらのすけ）
魔法律協会北支部長にしてサンプーの師。「北の虎」と呼ばれる老人の執行人。ペイジとは旧知の仲。
ベクトールに捕われていたが、サンプーによって助け出されたらしく、自分だけの力でベクトールを抑えようとするが、結局はペイジたちと協力して戦うことになる。自分の身長の倍以上はあろう、鉄仮面を被り斧を持った使者を召喚する。
ベクトール討伐後は、そのまま閉鎖された北支部に残っている。
身長148cm。1929年8月22日生まれ。好きなもの：ビール、サラミ、ハム、脂の乗った鮭。特技：まき割り、登山、燻製造り、スキー苦手なもの：ぬるいビール、酒の飲めない奴。
左近（さこん）
声 - 間島淳司
裁判官補佐。オールバックの男性。
クビになっていたエビスに代わりゴリョーの助手を務めていた。ゴリョーへの忠誠心は厚いが、彼の世話に手を焼き、失業中のエビスに大量の手紙を送っていた。懐に刀を持つ。
大河内 奏成（おおこうち そうせい）
声 - 蟹江俊介
高名な執行人。権力者だが、リオに対して悪質な取引を行っていた。母親が悪霊に襲われていた彼女を、「最近反抗的だったから」と見捨てた。後にエンチュー一派に襲われて死亡した。
リリー・エレナ
声 - ニケライ・ファラナーゼ
女性執行人で、老婦人。大河内同様権力者だが、リオに嫉妬し、彼女の母を見殺しにした。後にエンチューによって殺される。
アントニオ作丸（さくまる）
若りし日のペイジの師匠。四賢人の一人であり、当時最強の執行人だった。小柄だが豪快な人物。
ティキを倒すことを生涯の目的としており、50年前「ティキぽっくり大作戦」を決行したが失敗、ペイジを逃がし命を落とした。
大木（おおき）
声 - 日野まり
夜警係で今井と組んでいた裁判官補佐。

#### 監獄守
エミリー
声 - 斉藤貴美子
第3魔監獄主長。ペイジとは友人関係で、よくチェスをしている。
魔法律院の特別教合宿のために霊を用意したが、霧吹き山のブイヨセンの脱獄を許す破目になってしまった。
重松(しげまつ)
エンチューが収監されている第12魔監獄の看守長。
前田（まえだ）
声 - 上田燿司
第18魔監獄所属。中年の男性監獄守。ムヒョらとソフィーの戦場となり、燃え盛る監獄から今井によって救出された。ティキが霊たちを解放するのを見過ごしてしまう。
岩本（いわもと）
声 - 深川和征
第18魔監獄所属。若い男性の監獄守。ソフィーが解放された報せを受け監獄外に避難、ムヒョたちを待っていた。
古谷との婚約を控えていた。ソフィーが見つからないというムヒョの証言から、今井がソフィーの「なりかわり」であると思いこみ、古谷と共に島から逃げだそうとする。しかし、実際は古谷に「なりかわり」していたソフィーに顔を剥がされ、殺された。
古谷（ふるや）
声 - 小清水亜美
第18魔監獄所属。若い女性の監獄守。ソフィーが解放された報せを受け監獄外に避難、ムヒョたちを待っていた。
今井がソフィーに捕まっていながら助かっていた為、彼女がソフィーの「なりかわり」であると指摘した。しかしその時、本当の古谷はソフィーに殺され、「なりかわり」されていた。

#### その他の関係者
ナージャ 長井（ナージャ ながい）
魔具屋「悪夢」の老店主。助手の面接で魔法律協会を訪れ、迷子になったロージーに道を教えた。
ペイジから預かっていたエンチューの魔法律書をムヒョ達に渡した。ジャビンの愛読者。ジャビンを盗んでいくムヒョとは昔馴染み。
ピィト
声 - 池田恭平
ビコの弟子のひとり。眼鏡をかけている。
ドク・マギィ
協会に構える魔法律病院の院長。かなりの変人だが、抜群の霊視能力を持ち、人間に生えた『霊根』を見ることができる。
協会によるベクトール討伐軍にも参加。結界陣にしかけられたベクトールの霊根を見抜いた。関西弁で話す。体術が得意。
カゲ
サンプーに付き添う隻眼の鳥。
片言だが人語を喋る事が出来る。女性には興味はないらしい。霊気のようなものを纏って霊に体当たり、粉砕する。
身長21cm。好きなもの：うまい虫、木の実。特技：ハンター、（言葉の）一刀両断。苦手なもの：不味い虫、熟していない木の実、言う事聞かないサンプー。
雪村 十和子（ゆきむら とわこ）
MLS日本校学長にして、魔法律議会元老。
エリザベス
魔法律協会ロンドン支部の調査員。金髪の美女。
ハオ
魔法律協会香港支部の調査員。チャイナ服を着たおさげの美女。

### 一般人
ナナ / 竹乃内 菜々（たけのうち なな）
声 - 野水伊織
女子高生で「六氷魔法律相談事務所」によく差し入れを持って遊びに来る。写真を撮ることが好きで、プロの写真家を志している。
活発で気の強い性格。霊媒体質で、通常写真に写らない霊を写真に写すことができるため、心霊写真が撮れてしまう。そのためゴリョーからは「口寄せのお嬢ちゃん」と呼ばれる。赤沢団地編の後に高校を休学し、ペイジ部長直轄の調査員になっている。エンチューをめぐるすべての事件が終わった後は、学生へと戻った。
ベクトール編では、霊達が半霊を生ませる為の霊媒体質の女性の一人として孕まさせるため、魔法律協会北支部の一室に他の女性達と監禁、陵辱されていたが、脱走。見張りの霊に追われていたところをサンプーに救助された。その後、ムヒョたちと合流する。
身長164cm、7月7日生まれ。好きなもの：ロージーの紅茶、いい風景（ハプニング）、温泉（旅行）。特技：シャッターを押す、速撮り、かくし撮り。苦手なもの：ヒマ
ケンジ / 佐藤 健二（さとう けんじ）
声 - 天﨑滉平
「六氷魔法相談事務所」に遊びに来る小学生。初登場時に六氷魔法律事務所の看板を壊した。
友達としてからかムヒョへ「タマネギ」、ロージーへ「モヤシ」という渾名をつける。野球仲間の親友がいる。
身長135cm、12月7日生まれ。好きなもの：ハンバーグ、ボール、ジャビン。特技：スポーツ全般、逃走、いたずら。苦手なもの：勉強、机とイス、縦笛、ニンジン、ネギ全般。
井上 理絵（いのうえ りえ）
声 - M・A・O
女子高生。バレー部所属。「五番線の女の子」についての悩みで、「六氷魔法律事務所」を訪ねる。タエコの友人。
訪ねた当初、動物霊に取りつかれていたが、ムヒョに祓ってもらった。タエコが亡くなったのは自分のせいであることを気に病んでおり、彼女を成仏させてほしいと頼む。
田口 キヨミ（たぐち キヨミ）
学生寮の管理人を務める老婦人。
亡き夫の伝統で、日曜にいつもカレーパーティを開いていた。彼女が作るカレーは好評だが、ムヒョ曰く肉が少ないらしい
管理する学生寮に一つ目の霊が出るようになって、「六氷魔法律相談事務所」を訪ねる。だがそれは霊にとりつかれたキヨミ自身であった。
ロージーに襲いかかるが、カレーパーティーの思い出により意識を取り戻す。その後病院に搬送され、後日再びカレーを持ってお礼にやってきた。
白鳥 綾（しらとり あや）
声 - 照井春佳
16歳の天才ピアニスト。世界選抜コンクールに優勝した日から、夜中に突然ピアノが鳴り出すとして、「六氷魔法律相談事務所」に依頼に来た。
タカヒロ
ユウタの友人。美術部所属。ノゾミと共にユウタの霊を匿っていた。
調子のいい性格だが、細やかで優しい絵を描く。
ノゾミ
ユウタの友人。美術部所属。タカヒロと共にユウタの霊を匿っていた。
喧嘩っ早く、大胆な絵を描く。
四谷 阿部之（よんたに あべゆき）
声 - 郷田ほづみ
中年の人気作家。人気小説「愛の中で」や、ベストセラーとなった「夜の蝶」の作者。温泉旅館に長期滞在中いつの間にか完成する原稿を不気味に思い、事務所へ依頼にきた。
元々は売れない作家で、平田残雪が書き残した「夜の蝶」を自分の作品として売り出し、大金を得た。しかしそのことで罪悪感を持ってしまい、「夜の蝶」の最終巻を書けずにいた。が、平田から続きを書くように頼まれ、「夜の蝶」の最後の一文を平田に伝えた。少々スケベで、ナナや事件解決後のＴＶ番組の女性アナウンサーに対してセクハラ行為をしている。
佐々野 ユミ（ささの ゆみ）
声 - 牧ちひろ
ナナの同級生。リカと一緒に教室でこっくりさんを行う。その日の夜にこっくりさんの霊に襲われ、あやうく溺死しかけるものの、ゴリョーの魔法律特例・「根の国返し」によって助けられた。
リカ
声 - 三瓶由布子
ナナの同級生。ユミと一緒に教室でこっくりさんを行うが、霊に先回りして駆けつけたゴリョーに守られ、大事には至らなかった。その後ゴリョーから高額な除霊料金を請求されるが、ムヒョのお陰で（？）それは取り消しになったらしい。
岩田 亜美（いわた あみ）
中学生。家族と福島に旅行した時のビデオの中で、自分の背後に霊がいた事に気付き六氷魔法律事務所に相談に来た。
実際に霊に憑かれていたのは彼女ではなく、弟のトモの方だった。カイコ娘に捕われかけるが、ムヒョに救われる。
岩田 トモ（いわた とも）
岩田亜美の弟。飽き症だが、昆虫の世話だけはちゃんとする。カイコ娘のかつての弟と同じ名前であったため、狙われた。
ジョー / 葉利魔 錠（はりま じょう）
蝶布市警察署の刑事。アフロ頭。ロージー曰く「科学者みたい」。
かつては科学捜査班で熱心に捜査をするベテラン刑事だったが、誘拐事件にて被害者の遺族の態度を見て、どんな手段を使ってでも事件を解決すると決意した。トリモチ弾、対霊戦用磁気ネット弾など、さまざまな銃弾を持つ。
ムヒョ達に蝶布市連続10人連続誘拐事件について相談する。
身長173cm（アフロ無し）。9月12日生まれ。好きなもの：機械の部品、秘密、ミステリー小説特技：改造、速読、情報処理、ジグソーパズル苦手なもの：精神分析、泣ける映画、パソコン。
ミッチー / 緑河 満（みどりかわ みつる）
蝶布市警察署の刑事。ムヒョたちのことをあまり信用していない。
岡田勇気に取り込まれたが、付いて来た七面犬と共に蝶布市連続10人連続誘拐事件の被害者達を救出した。
ジョーとミッチーの二人が登場したのはこの事件の時だけだが、その後も登場していたと思われる伏線が張られていた。
身長175cm、3月2日生まれ。好きなもの：ゲームセンター、マンガ、缶コーヒー特技：：格闘ゲーム、射的、マンガしりとり、手錠早がけ。苦手なもの：書類作成、難しい本や映画、牛乳、幽霊。
梶原 元（かじわら はじめ）
蝶布市連続10人連続誘拐事件被害者の一人。米森ハルカの同級生。
ハルカと電話している最中、霊に侵入され行方不明となる。他の犠牲者と共に幽世に捕われていた。
米森 ハルカ（よねもり ハルカ）
蝶布市連続10人連続誘拐事件被害者の一人。高校二年生。
当初は誘拐事件から偶然にも免れた人物として注目された。しかし、うわ言のように「幽霊に脅された」と繰り返し、その後10人目の犠牲者となる。
他の被害者と共に幽世に捕われていた。ムヒョらにより救助される。
米森 結（よねもり ゆい）
蝶布市連続10人連続誘拐事件被害者の一人、米森ハルカの妹。
事件の関係者として警察に事情を聞かれるなどしていたが、実は霊に「とりこまれ」、その霊の胃袋である幽世のほら穴に姉や他の被害者と共に囚われていた。地上で生活していた結は霊が変身した偽物だった。ミッチーと七面犬によって、他の10人と共に救出された。
仁美（ひとみ）
とある高校の女子生徒。狗にとり憑かれていた。
レナ
ある中学の女子生徒。水泳部に所属。男子から人気があるが、三回続けて水着を隠されたため、トビラ様に「犯人に重い罰を与えるように」頼む。
カズミ
とある中学の女子生徒。バレー部に所属。レナの水着を隠した犯人で、理由は女らしくなったレナに嫉妬したため。しかしレナの願いが原因で、トビラ様に殺されそうになる。
フジコ
とある中学の女子生徒。レナとカズミの友人。オカルト好き。
天野 マリ（あまの マリ）
『赤マルジャンプ』で登場。江神原中学校の女子生徒。水泳の大会で優勝した直後、親友のアスミと喧嘩して以来黒い影に付きまとわれるようになり、事務所に相談に来た。
小野寺 香矢（おのでら かや）
読切版で登場。自殺した同級生の霊に悩み、事務所に依頼に来た。ノブオの霊にとり憑かれている。

### 禁魔法律家
エンチュー / 円 宙継（まどか そらつぐ）
声 - 神谷浩史
ムヒョのMLS時代の同期生で、昔はムヒョやヨイチ、ビコとはとても仲が良かった。
幼い頃から病気の母親を救いたい一心で、執行人を目指していた。しかしムヒョの才能への嫉妬・怨恨と愛する母の死（実際にはティキの手によって殺された）がきっかけで、理性の箍がはずれて善悪の区別がつかなくなり、禁魔法律に手を出してしまう。生真面目で没頭すると周りが見えない性格が災いして、人から外れた存在になってしまった。
ムヒョと執行人の地位を争ったその実力はすべて、闇の力によって手に入れた禁魔法律に変えられている。それ故、禁魔法律家でも群を抜いた実力を持つ。霊を操り続けたり、食事をとらなくても良くなってきたり、手が何本にも分かれたりと、確実に霊に近づきつつある。自らの体を黒い蝶に分裂させ、移動する事もできる。
事実上のリーダー格になっていると思われていたが、実際はティキに利用されていた。ティキと一体となることでさらに強大な霊力を使いこなすようになる。しかしムヒョに事実を伝えられ、その心の迷いからティキと分裂し、自殺しようと地獄へと飛び込むが、ムヒョ達によって助けられる。
母を亡くして以来ずっと独りぼっちだと思っていたが、本当は皆が彼を案じていたことに気づき、憎しみから解放された。禁魔法律の契約破棄に成功し、「どんな処分も受ける」という意思のもと、「無期魔監獄幽閉」の処分を受け入れる。そして第12監獄でムヒョ達に見送れながら、収監された。
収監された後も再び魔法律家になるための勉強を続けている。ロージーがムヒョを起こす方法を聞きに訪れた際に、髪形をポニーテールにして再登場。顔つきも以前と異なり明るく、男のロージーが「キレイ」と頬を赤らめるほど。ヨイチに対して、「ツメが甘い」と考えている事も。
身長171cm。12月24日生まれ。好きなもの：紅茶、ビコが焼いたパン、リオが作ったジャム、豆腐、ハチミツ梅干。特技：ムヒョを起こせる、勉強全般、針仕事、本をずっと読んでいられる、ペイジのポエムを理解できる（世界でただ1人）。苦手なもの：料理、熱い食べ物（猫舌）、整理整頓、ヨイチのエロネタ。
ティキ / エドガー・ティック
声 - 太田哲治
不気味な四ツ目の仮面と反逆者の印の入った手袋を身につけた、エンチューと行動を共にする男。その実態は、800年もの間協会からマークされ続けている反逆者。
神出鬼没の怪人として、MLSの教科書にも載っている。魔法律に関する大きな事件の度に現れ、手引きをしては消えるため、「既に死亡した亡霊」「不死の力を持つ」などといった噂が絶えない。上半身と下半身が別れ口となり、上級魔法律の使者を食べる。手袋には手の平に目が出現し、禁魔法律の反転マーク（つまり反逆者の印）を介して禁魔法律家を操ることが出来る模様。
目的の為になら卑劣極まりない行為も厭わない性格。リリー&マリルに言わせると、彼の行動は全て「協会への愛の裏返し」だと言う。
「箱舟」に関わる全ての悪意の糸を引いていた黒幕であり、千篇もの転生を繰り返し生きながらえてきた。体から蛆虫が出てきており、生身は死体そのもの。ムヒョ・エンチューのいずれかに転生すべく、エンチューの母を殺め、お互いが戦い、強くなるように仕向けた（その際エンチューの母に転生しており、ティキが抜けた後の遺体は白骨と化した）。一度はロージーを襲うが、母親が殺されたというエンチューの精神の迷いによりエンチューと分裂し、そこを魔王に引き裂かれ再び塵と化した。
かつて「エドガー・ティック」という人間だった頃、「協会市民を選ぶ」という選民思想を危険視され、教団から追放された過去を持ち、以後から協会を恨み続け、「永遠の苦しみを味わわせる」事を目的としてきた。しかし、最期は「"真に"永遠の苦しみを味わわせる」と言う魔王の言葉と共に地獄へ引きずりこまれるという、皮肉な結末を遂げた。
リオ / 黒鳥 理緒（くろとり りお）
声 - 明坂聡美
女性カリスマ魔具師で、ビコの師匠。ナイスバディのキス魔。常に片眼鏡をかけている。
昔、「カリスマ」と評されていたが、実際は病気の母親が心配でオフィス近くの悪徳執行人としか取引をしていなかった。悪霊に襲われた母親を見殺しにした協会への怨恨から、エンチュー同様に反逆者となり、禁魔法律に手を染める。禁魔法律家となってもビコを実の娘のように思ってはいるが、それ以上にエンチューへの忠義に厚い。禁書の力を使い、母親を蘇らせるのが願いであった。
母を襲った悪霊はティキの手引きによる物で、実質的に彼女はパンジャと同じく造られた反逆者である。分身のティキ対ムヒョとロージーの奮闘の末、ほぼ完全に反逆者の印を消す事に成功した。その後、ビコに叱咤激励の説得を受け、仲間に戻る。ビコと共にムヒョの新魔法律書を作成、三倍の煉出力を持つ強力な書を完成させた。
ティキの呪縛が解けても黒火蜥蜴との契約は継続中であったため、しばらくは禁魔法律を使うことが出来た。ティキとの死闘の後、ムヒョの力を借りて禁魔法律の契約破棄に成功する。しかし禁魔法律を使ったため、魔法律協会から「無期執行猶予」の刑を受け、監視員として今井がついている。
なお、ティキの呪縛から解放された直後の反逆者の印は、使者と禁魔法律の契約を交わしているため、僅かに残っていた。また、反逆者の印が消えた反動か、「箱舟」のメンバーの名前や顔はおぼろげにしか覚えていなかった。
5月10日生まれ。好きなもの：焼きたてのパン（ビコが焼いたパン）、コーヒー、おフロ。特技：おかいもの（値切り上手）、庭いじり、グラタン（20種類位作れる）。苦手なもの：お酒（ワインならちょっと・他は悪酔いし、危険）。
パンジャ / 桜井 千代（さくらい ちよ）
禁魔法律家。ミックと共に中継地の新潟のホテルでロージー達を待ち構えていた美少女。
幼い頃から霊媒体質であったが故に周囲から嫌悪され、学生の頃から耐え難いいじめを受けていた。それが原因で強い王子様願望に囚われる事になる。
両親から半ば迫害同然で無理やり家を追い出され、ムヒョの助手採用試験に行かされたが、道中で申し込み用紙を無くしてしまい、困っていた所を偶然通りかかったロージーに助けられた。それ以来ロージーに惚れてストーカー行為を続けていたが、一旦諦めて帰ろうとしたところをティキに唆されて、禁魔法律を教え込まれた。
「パンジャ」の由来は、ティキに誘惑された時に「パンジーは……いや」と聞こえにくい声で言ったため、「パンジャ」と聞き間違えたティキがそれを名前と思いこんだため。
指から放たれる「魔人形の糸」で人を自在に操る。また、操られている者に触れられたら糸が伝染する。契約している使者は、地獄の女帝ミミ。
当初は箱舟の一員と思われたが、実際はエンチュー達にとって捨て駒のようにしか思われていなかった。最後はロージーと思いが通じ合い、嬉しそうに成仏した。
ジュード・コルトロウ
コルトロウ家の当主にして、アイビー、マイケル、キッドの父親。禁魔法律家であり、暗殺等の請負を行っていた殺し屋。その存在を危険視された魔法律協会によって殺された。
戦闘力はかなり高く、協会の魔法律家十数名を、手刀だけで返り討ちにした。子供たちに「箱舟」に入ることのむずかしさを教え込んでいた。
アイリス・コルトロウ
ジュードの妻で、アイビー、マイケル、キッドの母親。夫同様禁魔法律家で、性格も夫同様冷酷。5年前夫と共に殺された。
ジュードと協力し、協会の魔法律家十数名を道連れにしている。アイビーの霊使いの才能は彼女から受け継いだもの。また、アイビーの怨竜ロクシーを託した。

#### 箱舟メンバー
トーマス
声 - 沢木郁也
禁魔法律家で、「箱舟」の一人。究極のコレクションをそろえるため、箱舟に入った。
殺した相手の遺品を集めるのが趣味の男。幼い頃から犯罪に手を染めていたが、身分を詐称してMLSの講師をしていたこともある。5年前に同業者軟禁で協会を追放された。
成仏するはずだった霊を集め、模造霊をつくる他、「霊化蟲」という生身の人間を徐々に霊化させる霊性の寄生虫も扱う。蝿王と禁魔法律契約しており、「蝿王の宝箱」など系列の魔法律を無力化する。
彼が使う禁魔法律は、「底無し沼の蠅王の鎧」。発動時には地獄の瘴気が満ち、全身が黒マントの姿に、四本の触手を伸ばして物体や煉を飲み込む。あらゆる物理攻撃を無効化し、特に人を飲み込む事を好む。第二形態では頭部が仮面で覆われ、再生力が格段に上がる他、一角蜜鳥などの蠅王の道具を借りることができる。地面に下ろされたマントの下には、地獄に繋がる「冥府の流砂」が発生しており、吸い込んだ物は直接地獄の貯蔵庫に送られる仕組みになっているが、彼の禁魔法律書はこの途中に隠してある。
五嶺家焼き討ち事件では、頭取であるゴリョーを殺す役割を担っていたはずだが前々から持っていた彼への異常な愛情に負けて誘拐した。また、倉庫に監禁したゴリョーに霊化蟲を寄生させ、半霊寸前になるまで追い込んだ。
ムヒョ達との戦いで、ロージーによって禁魔法律書本体を破壊され、「底無し沼の蠅王の鎧」が解除されてしまう。ロージーを道連れにしようとしたが、最期は「魔法律執行妨害」および「殺人未遂」および「霊体偽造」の罪により、ムヒョが召喚した「冥王」のドゥアトの槍に突き殺され、「箱舟ばんざ（い）」と断末魔を上げて地獄行きになった。
アイビー・コルトロウ
禁魔法律家で、「箱舟」の一人。ブープの弟子。19歳。コルトロウ家の長女。通称「霊使いのアイビー」。冷徹な長い髪の女性。
クールな外見とは裏腹に、家族に対する愛情は深く、ミックが死んだ事を知らされた時は、周りの霊が異常発生するほど怒りに震えていた（ゴリョー曰く「クールなのはツラだけ」）。霊使いである母親の影響が強く、霊使いに関する基礎を教わっている。霊使いは直接戦闘に関与できないが、地獄の看守タルタロスの力を借りて霊を製造・育成できる。
ムヒョよりも魔法律協会自体に怨みがあり、両親が殺されるきっかけとなったコルトロウ協議訪問に参加した五嶺にも怨みがある。
封印やお守りなどを無効化する「封じ崩しの舞い」で、魔法律協会の封印を解いた。また、魔法律学校の不良生徒であるジグロを霊を使って殺し、鈴でコントロールした。
母親が魔法律協会で育てていた怨竜ロクシーを呼び出すも、ゴリョーが召喚した使者パケロに敗れ、半霊化し退散した。人間的な感情を思い出し、弟のキッドと戦いから退こうとしたが、師であるブープに「用済み」と止めを刺され、無念のまま死亡した。その後、雨に濡れる彼女の遺体を見つけたゴリョーに傘を手向けられた。
ブープが魂を呪具に込めておいたため、キッドの体を借りてヨイチたちと戦ったが、ブープによって記憶を書き換えられていた。
ミック / マイケル・コルトロウ
禁魔法律家で、「箱舟」の一人。コルトロウ家の長男。17歳。通称「切り裂きミック」。隻眼が特徴の青年である。本名はマイケル・コルトロウ。
パンジャを「当て馬」として見下し、梅吉やムヒョらを「クズ」呼ばわりし、あっさり自分の弱点を梅吉達に教えるなど直情型で自信過剰な性格。
「錬魔鉄」という地獄の金属でできた巨大な黒い曲刀が武器であるが、実はこの刀こそミックの本体であり、刀の柄にある「魔の根」を破壊しない限り、いくらでも再生することができる（腕を刀に変える事も可能）。「殺刃太刀の十一・鋼殺し」や「殺刃太刀の八・腹裂き包丁」といった我流の殺刃太刀の技も持つほか、「冥糸銀の牢名主」というミックの髪を触媒にして牢に変える禁魔法律も使うことができる。
両親が禁魔法律家という呪われた家系に生まれた。殺し屋である父親の影響が強く、初級の禁魔法律を教わっていた。両親の死をきっかけにある姉・アイビー、弟・キッドと共に禁魔法律の里に移り、ブープの協力を得て禁魔法律を学び、箱舟の一員となった。強い相手と戦うことが目的と言っていたが、実際は両親を生き返らせ、家族で暮らすことが目的であった。
ロージーらを始末する為、中継地の新潟のホテルに待ち構えていた。執行妨害による刑罰対象変更で、使者・魔石女王に裁かれたかに見えたが、「魔の根」を破壊していなかったため再生する。今井を助けるために吼千峡を訪れた七面犬と梅吉を窮地に追い込んだが、七面犬の化けた大砲が梅吉（雲竜鼠）を発射し、螺旋階段の遠心力を利用して強化された「竜車輪」による攻撃によって、「魔の根」ごと刀を砕かれる。むき出しになった「魔の根」が太陽の光を浴びて消滅したため、ミックも死亡した。なお、この攻撃はロージーの発案であった。
ブープによって魂が呪具に込められており、キッドの体を借りてヨイチたちと戦った。
キッド・コルトロウ
禁魔法律家で、「箱舟」の一人。アイビーとミックの弟で、コルトロウ家の末っ子。15歳。精神面が弱く、たどたどしい口調でしか喋れない。
ブープによって体中にイレズミを入れられている。ブープに様々な呪具を入られる事によって姿形と能力を得る木偶の能力を持つが、発動中は代償として視力や聴力など五感を失うことが多い。木偶の能力で大男の姿、蜥蜴のような姿、コルトロウ三兄弟など形態を変えたが、最後にはブープに体を乗っ取られた。
両親が殺された際にはまだ幼く、両親から禁魔法律を教えてもらえなかった模様。箱舟になるために禁魔法律の里を訪れてブープを頼るが、姉兄に禁魔法律を教える条件として自らの身を生贄としてブープに捧げた。
ヨイチの交渉術によってアイビーを殺したのがブープだと知り、逆上してブープの呪具を引きちぎり、自由を取り戻した。しかし魂のほとんどをブープによって削られてしまっており、最期はヨイチたちに看取られて息を引き取った。
ブープ
禁魔法律家で、「箱舟」の一人。杖を持った小柄な老人。アイビーの師匠である霊使い。通称「木偶のブープ」。
特徴的な口調で話し、笑い声は「ヒョホホホ」、語尾に「〜かにゃ」を付ける。
本性は卑劣な人物で、同じ禁魔法律家の同胞を殺す事さえ躊躇せず、その冷酷・残忍さは広く知れ渡っている。実際に瀕死のアイビーを殺し、キッドにアイビーが魔法律家によって殺されたと騙したり、倒されたミックとアイビーの魂を呪具に込めておいたり、アイビーの記憶を改ざんしたりと非道なことを行った。
様々な呪具を幅広く使いこなし、死んだミックとアイビーの魂を呪具に封じ込めて木偶であるキッドを三体に分裂させたり、別の呪具を追加で埋め込んで強化する奥義「多重木偶化」を行ったり、生きた人間に呪具を埋め込み木偶化させたりすることも可能である。本体である老体にはわずかな魂しか残っておらず、残りの魂は呪具に移してキッドの体に埋め込んでいた。
キッドの体をのっとり、相手を木偶化させるという強大な力を得たが、ヨイチの交渉術によってアイビーを殺したのが自分だということがキッドに知られ、逆上したキッドに呪具を引き抜かれ、呪具の首を引きちぎられ絶命した。
弟子のアイビーに「霊使いは直接戦えないから金と頭を使え」と戦い方を教えた。
フリオ / レオーニ・フリオニール
禁魔法律家で、箱舟の一人。棒つき飴を銜えて色眼鏡を掛けた小柄な青年。
変人禁魔法律研究家として有名な人物。甘党（飴等といったものが好き）。研究家としての性か、リリーとマリルに会えたことを光栄に思ったり、無間地獄との契約を見て感動するといった一面も。当初から箱舟メンバーと馴れ合う気は全くないらしく、ティキの応援に駆け付けた時も「無様だね」と一瞥した。
ティキによって無理矢理呪術師アカマジョと契約され、催眠術によって昔からの甘いものに対する禁断症状を禁魔発動のスイッチにされてしまった。その為、彼も実質的にはリオやパンジャ同様造られた禁魔法律家であるが、当の本人は「運命さえも諦めてる」らしく、心まで操られていない。また、殺人は嫌いらしい。
禁魔法律発動後は、アカマジョの影響でかなり怠惰で欝な性格になり、動いたら切り殺される「宿斬蜥蜴の呪い」等の呪術を両腕から発する事ができる模様。魔王が召喚されたのを見て戦意喪失し、そのまま捕縛された。
すべての戦いが終わった後、いずこかへ姿を消す。その後の消息不明だったが、魔属魔具師編でMLラボの社長として登場。
イサビ
若い男の姿で、角が二本生えている禁魔法律家。実は箱舟の一人（しかしフリオ曰く「やる気がない」）。
山奥の庵で山の精を従えて住んでいる。ティキのかつての盟友（本人曰く、2人で富士山を噴火させたり、京都に10万体の悪霊を放ったり、十字軍を霊界に送ったり等、様々な悪行を犯したらしい）だが、現在ではティキとはソリが合わなくなっている模様。
本気を出せばその力は六王にも匹敵し、明らかに致命傷と思われる傷も瞬く間に塞がるほどの回復力も持つ。また、巨大化や治癒能力なども持っている模様。
一度相手を認めると妙に気前が良くなり、ティキを倒す為に必要な「通行証」の在り処をペイジ達に教えた。
彼もまたフリオ同様、戦いの後に姿を消す。
身長:175cm - 5m位。好きな物:生娘と酒、釣り、山の怪いじめ。特技:酒造り、雲数え、葉っぱ数え。苦手な物:甘い酒と記憶。

### 進化霊の集団
ベクトール
進化霊の集団の長。本体は丸く毛玉のようだが、巨大化したり人型になることもできる。ムヒョからは「クソ毛玉」と呼ばれる。
身体から生える「霊根」と呼ばれるものは人の魂や煉を吸い取ることができ、そのために魔法律家達が煉失調で寝込んでしまった。他の霊達と集団を作り、第13魔監獄と魔法律協会北支部を占拠した。その目的は九苦狸を復活させ、人間の世を滅ぼし霊たちの為の世界を作ることだった。また、半霊を産ませるがために、ナナを始め霊媒体質の女性を30人ほども連れ去った。
主な能力としては「霊根」で吸い取った煉を、他の霊に分け与えて進化させたり、身体の一部を消し去りそれを広範囲に無尽蔵に出現させて相手を不意打ちする等。北支部の魔法律家たちはすべてこの能力で一網打尽にされた。ムヒョに「クソ毛玉一匹にかかれば協会討伐軍など30分で全滅する」と言わせるほど。また、長きにわたり進化を重ねたためか、並の魔法律では殺すことは難しい。また小さな蛇のような霊を広範囲に偵察用として配置している。
生まれた時になぜか半霊の状態であり、呪われた子として母と共に村を追われる。そして母親に「あらゆることを我慢して生きろ」と言いつけられて山に捨てられた。我慢を続ける生活の中で「友達」に安らぎを求めたが、無意識の内にそれを食らってしまい自身が呪われている事を痛感する。ついには動く事すらやめてしまったが、それをきっかけに「霊根」を得る。その後、長きにわたり進化を遂げて現世に現れる。ロージーやムヒョたちに母親の温もりを求めていた。
九苦狸と共に破壊行為を楽しんでいた。機賊王によって九苦狸諸共消滅させられたと見えたが、粉々になっても生き延びていた。一連の事件後はセゼミと共に放浪生活を送っている。
九苦狸（クグリ）
『北支部の爆弾』と恐れられる大霊。
雲の神と化猫女の間に生まれ、誕生と同時に第13魔監獄の地下深く封じられた。封印されている間にも育っていたらしい。ベクトールの集団によって、地下から出されており、ベクトールの霊根の能力によって復活の時を待っていた。
強力な霊を使役することも可能。身体を真っ二つにされても瞬く間に再生する脅威の生命力を誇る。
ペイジや虎之助たちによって弱らせられたが、あと一歩の所でベクトールに煉の塊を食べさせられ、協会全体を覆いつくすほどまでに巨大化して、顔が猫もしくは鼠になっており油雲に進化した。シューターに重傷を負わせることに成功したものの、ムヒョが召喚した機賊王によって一瞬で消滅させられた。
油雲（ゆぐも）
雲に似た古き炎の大霊。大量の煉を注がれた九苦狸が進化したもの。その昔国一つを滅ぼしたという強力な霊。小さな火の玉を出して、それを爆発させる。大勢の魔法律家の命を奪った。

セゼミ
ベクトールの集団のリーダー的存在。
魔法律協会北支部に併設している第13魔監獄の地下深く封印された九苦狸の存在を知っていた。たどたどしい口調で喋る。ベクトールが倒された後は、彼と共に各地を放浪し、復活のときを待っている。
旅先ではハンバーガーを絶賛していた。
アメーバのような霊
ベクトールにより進化を遂げた霊の一つ。
ベクトールの使者として協会に襲来、自らに存在の権利を与えるよう要求した後協会本部もろとも自爆しようとするが、シューターの魔法律であっという間に切り刻まれた。
サンプーの式文に紛れて現れたのは魔法律家たちを油断させるためのベクトールの作戦と思われるが、ペイジはあっさりとそれが偽物であると見抜いた。

### 霊
岡崎 妙子（おかざき たえこ）
声 - 仙台エリ
「五番線の女の子」の噂で知られる地縛霊。
元は女子高生で、高校生活になじめない者同士、リエと仲良くなる。しかしリエに突き放されたショックで駅のホームに転落し、電車に轢かれ死亡。その後、他の人身事故の霊と合わさって大量の霊燐を出す程、強力な霊となった。「物体無断霊化」および「魔法律執行妨害」の罪で、「冥王の晩餐」の刑に処されるが、情状酌量で三途の川行きになった。
一つ目の悪霊
一つ目の人影のような霊。元は無縁仏として葬られた犯罪者の霊であり、墓跡を駐車場に、墓石を車の縁石に変えられたことで、恨みを抱き悪霊となった。
田口キヨミに取り憑いており、額に一つ目が現われる。ロージーに襲いかかるが、「人体無断寄生」の罪により、「茨の園」の刑に処される。
黒い影
天才ピアニスト、白鳥綾のピアノを夜な夜な弾いていた霊。ピアノに霊痕を残していた。
一つ一つは微弱だが、集合して嫉妬の声を聞かせる。実はエンチューに操られていた。
綾のピアノの音に嫉妬の声が遮断され、「霊気無断大量放出」の罪で「蝿王の宝箱」の刑に処される。
アンティークのイスに憑いていた悪霊
ロージーがムヒョの機嫌を直すために送られた椅子に憑いていた悪霊。
椅子に座ったロージーを飲み込もうとするが、「物体無断寄生」および「食人未遂」の罪で「魔王の影」の刑に処せられる。
お堂に封印されていた悪霊
かつて百人分の生き血を飲んだという悪霊。女性のように見える。まじない師が退治できないほど強いため、封印されていた。
おもしろ半分で封印の札を剥がしてしまった健二を襲うが、「大量吸血」の罪でムヒョに「魔獄房収監」の刑に処される。消える寸前、恨みの言葉を残した。
ユウタ
交通事故で死んでしまった高校生の浮遊霊。ノゾミ、タカヒロの幼馴染。
生前美術部仲間だった二人と共に3人の絵を完成させることを望んでいたが、死後浮遊霊として廃屋を彷徨っていた。タカヒロとノゾミによって匿われていたが、死後49日が経ってしまっていたため、地縛霊になる寸前だった。
本来は長期不法滞在の罪だがムヒョはユウタの行為は利己的ではないと判断し、『免罪発令』による「銀の梯子」によって浄土行きとなった。
ナナのパパ
声 - 落合福嗣
ナナのポラロイドカメラの写真に写り、つきまとっていた霊。
元はナナの父親でカメラマンだったが、おちぶれてインチキ心霊写真を作って稼いでいた。ひょんなことで口論になり、ナナに罵倒された直後に心不全を起こし死亡。後に霊になり、ナナと仲直りするため彼女につきまとっていた。軽い罪である「無断背後浮遊の罪」により、「黄泉流し」の刑を受けた。
歩道橋の霊
ナナが歩道橋で撮った写真に写っていた霊。ほぼ悪霊と化している。
現場に向かったナナとロージーを殺そうとするが、ロージーによって左腕を消滅させられ、最後はムヒョに「殺人未遂」の罪で「魔王の鉄槌」の刑を下された。
口の霊
身体中に口が浮かび上がり、不気味な声を発する。ヨイチに感染しており、彼からMLS試験に参加した多数の人間に感染した。
霊撃手により本体が破壊されたため事件は終幕を迎えるが、一部残った霊が霊撃手を攻撃し、相討ちとなる。
マントに憑かれた霊
エンチューがばらまいた紙吹雪から現れた霊。本体はエンチューのマントであり、浮遊霊達がエンチューの甘い言葉に乗ったが、マントに憑かれてしまったもの。
とんがり帽子のような形の分離体を出す。紙吹雪に大量に寄生し魔法律協会及びムヒョの宿泊先を取り囲む。その叫びを聞いたものは生気を失い、また衝撃波で物体を破壊することもできる。
強力な霊だが札に弱く、ロージーの魔縛りの術で全員まとめて動きを封じられた後、「大量殺人未遂」および「物体無断寄生」の罪でムヒョにより「魔列車」の刑に処せられた。
服部 京子（はっとり きょうこ）
少女の霊。弟と家でドナドナをリコーダーで練習していたが、火事で死んでしまい2年彷徨っていた。享年12。
長い髪を伸ばし、人間に絡ませる。しかし悪意があるわけではなく、成仏したいがために救いを求めるが故の行動だった。
「無断変形」の罪でムヒョに裁かれかけるが、ロージーの説得でケンジがドナドナを演奏し、感謝しながら成仏した。
平田 残雪（ひらた ざんせつ）
声 - 優希比呂
明治時代に生きた作家。同じ作家・四谷の姿を借り、自身が生前に書ききれなかった私小説「夜の蝶」を書いていた。霊になっても長年に渡り自我を保つほどの強い想いを持つが、大人しく気弱な性格。
ナナに化けて事務所を訪れるが、ムヒョに一瞬で見破られる。「超長期現世無断滞在」および「面相無断転写」の罪で、「不帰梟」の刑に処せられそうになるが、ナナを人質にとり行方をくらます。その後、ナナに最終巻の序文を書いてもらい、四谷に「夜の蝶」の最後の文を言ってもらったことで満足し、自らの罪を認め刑に処された。
赤目（あかめ）
声 - 蟹江俊介
第18魔監獄に収監されている人間の目を集める悪霊。ソフィーに顔を剥され、助けを求めて監獄を這い上がるが、ソフィーに引きずり戻されて喰われた。
泣き犬（レインドッグ）
声 - 小島英樹
第18魔監獄に収監されている捨て犬の霊が集合した悪霊。藤原元裁判官補佐を食い殺すが、マッドプランターに食べられてしまった。アニメでは､マッドプランターの代わりに「百子魔王子の手」に処された。
いかれ庭師（マッドプランター）
第18魔監獄に収監されている、生前は高い理想を持っていた庭師が死後、地縛霊となり、仕えた庭園を守るために侵入する人間や生き物を毒殺した悪霊。霊性の毒を持つ触手で人間たちを襲う。毒を食らったまま放っておくと、悪霊になってしまう。「異物混入」および「殺人未遂」の罪で、「百子魔王子の手」の刑に処された。
彼の異名である「マッドプランター」のプランターは本来庭師の意味は持ち合わせておらず、庭師という意味を持つ単語は「ガーデナー」である。
藤原（ふじわら）
声 - 池田恭祐
第18魔監獄の当直だった裁判官補佐。今井の部下で、今井とともに最下層の調査に行って逃げ遅れてソフィーに顔を剥され、その後にレインドッグに襲われて死亡し、悪霊となる。当時魔監獄には異常なほどの霊燐が発生していたため、急激な速度で悪霊化した。
「あと7日頑張れば家族のもとに帰れた」という無念と、魔監獄から脱したい一心により黒い翼が生えた。
ロージーに襲いかかるが、「無断変形」の罪でムヒョに「魔王の矛」の刑に処された。不遇な最期を遂げた人物だが、ムヒョの冷徹ともいえる判断により煉獄行きとなった。ムヒョは裁く側の魔法律家が悪霊になる事は万死に値すると述べている。
今井曰く「才能がなく臆病だったが、努力だけは人一倍していた」。
ソフィー
声 - 後藤邑子
第18魔監獄の最下層に封印されていた悪霊。容姿も中身も年相応の少女だが、その力は強大。他人の顔を剥いでその人に成り済ますことから「顔剥ぎソフィー」と呼ばれる。魔監獄の他の霊たちが恐れるほどであり、危険度はAクラス。
人間の頃は「仮面の女」と呼ばれ、死後悪霊となり500年間で約2000人の人間の顔を剥ぎヨーロッパ中を恐怖に陥れたが、20年前に協会がとうとう捕獲した。他人の顔をとる理由は「かわいくなりたい」から。また、成り済ます前に顔を剥がす理由は、「同じ顔の人間が二人いることに耐えられない」ため。自分と同じ、「可愛くない人間」は殺さず顔も剥がさない。
性格は子供そのもので、無邪気だが怒ると強大な念動力を使い、手がつけられなくなる。彼女が閉じ込められていた部屋が子供部屋であるのも、彼女の機嫌を損ねないようにするためと思われる。
生前、初めて殺したのは実の姉。「不細工だから家の恥になる」という理由で、いつも一人だけパーティーに行かせてもらえなかった彼女は、はぎ取った姉の顔を被ることにより、自分も連れて行ってもらおうとしたのである。
ムヒョたちと激戦を繰り広げるも、最期は「なりかわり」の罪により、「魔元帥」の刑に処せられ地獄へと送られた。
霊の融合体
ティキが第18魔監獄の霊を融合させて強化したもの。「無断霊化融合」の罪により「魔弾顔」の刑に処せられるが、抵抗して相討ちとなる。
こっくりさんで呼び出した悪霊
声 - 田中文哉
人間の中年男性の顔に腕が無数に生えた蛸のような姿をしている。こっくりさんを行った二人の生徒の家に現れ、一人を溺れさせる。もう一人の家にも現れたが、エビスの神通針と破魔丸によって弱らせられ、最後はゴリョーによって「吼虎之大洞」の刑に処せられた。
アイちゃんの母
声 - 日野まり
アイの母親が死後悪霊と化したもの。赤川団地にとり憑いていた悪霊の元凶。
20年前に解体が決まった赤川団地の工事を邪魔しており、また魔法律家側にも死者を出した強力な霊。無数の人形や手足など様々な形に分裂しており、並の魔法律では全てを消滅させることはできなかった。ずっとアイちゃんのことを探していた。
生前は、夫を早くに亡くし、もうすぐ工事で撤去される赤川団地に住んでいた。内職の仕事をしながら暮らしていたが娘のアイの誕生日にアイが欲しがっていた人形を買って上げれなかったので自分の手作りの人形（不器用でかわいいとは言えないもの）をあげた。しかし、喜んだアイが団地の友達に見せようと道路を渡った時にトラックにひかれて死んでしまい、それ以降精神が崩壊してしまった。
ゴリョーの雷獄童子によって弱らせられ、ナナの身体に降霊したアイちゃんと母親を、ムヒョたちが会わせてあげたことにより自我を取り戻した。本来は煉獄に行くほどの罪だったが、娘であるアイちゃんの天国行きで罪を相殺し三途の川行きとなった。
アイちゃん
声 - 菊池紗矢香
小学生の少女。誕生日に母親から手作り人形を貰って団地の友達に見せようと道路を渡った際、トラックにひかれて死んでしまった。死んでからも団地に居て母親を探していた。
ナナの身体を借りて、ムヒョたちによって母親の下へと導かれる。自身は天国行きだったが、煉獄行きの母親の罪と相殺し合い、三途の川行きとなった。
女性の蛇の怨霊
M・Lホテルでロージーと魔法律家を襲った悪霊。人間の女性の顔と蛇の体を持ち、再生力が高い。何故か男性客と死にたがっていた。
ロージー達を締め上げるが、ムヒョにより「住居不法侵入」および「傷害」の罪で「魔王の義手」の刑に処せられる。
蜘蛛の手の怨霊
第3魔監獄主長エミリーが魔法律院の特別強化合宿のために用意した霊。背中に三つ目と鼻がある。天井に隠れ、蜘蛛の糸で受検生を襲う。
動きが早く再生もするために倒しにくかったが、ロージーの五連破魔の術により弱ったところをエビスが魔縛りの術でとらえた。計3体登場するが、すべて受検生に倒された。
オニコマイヌ
声 - 宝田直人
第3魔監獄主長エミリーが魔法律院の特別強化合宿のために用意した霊。巨大な人面犬。口から酸を吐く。
フダがほとんど効かず、倒すには攻撃に長けた裁判官か執行人が必要。ブイヨセンと共に「脱獄」および「傷害」の罪で、「魔弓」で仕留められる。
霧吹き山のブイヨセン（きりふきやまのブイヨセン）
声 - 小田切茜
第3魔監獄の最下層に封印されていた強力な悪霊。オニコマイヌの体内に隠れて脱獄した。「ウフフイ」が口癖。
年に一度人里に下りてきて、人を攫う。救出が遅れると攫われた人間は死人同然になって戻ると言われている。
アリクイのような長い舌が特徴。動きは鈍く力も無いが、ソフィーの比では無い程の強力な念動力を持つ。長い舌を相手に突き刺して生気を吸い取る。また、舌には霊性の毒がある。
ロージーが直書きし動きを抑えた所で、「脱獄」および「傷害」の罪で、ペイジにより「魔弓」で仕留められる。
居残り先生（トビラ様）
番外編で登場。「トビラ様」とは生徒が付けた名前であり、落書きされた焼却炉の前で願い事をすると、その願いを叶えてくれるという。
その正体は放課後の職員室にでるといわれる「居残り先生」の霊。女生徒と恋愛関係に陥り、そのことに苦悩して職員室で自殺した。なお、「居残り先生」の名の由来は、放課後も遅くまで残って真面目に仕事をするその姿勢から。
元々は生徒想いの先生であり、死後も生徒の悩みを解決していたが、行動は次第にエスカレートしていき、殺人をも厭わないようになっていった。
レナの水着を盗んだカズミを殺そうとしたが、「長期無断滞在」および「霊威詐称」の罪で、「魔人検察官」の刑に処される。
模造霊（もぞうれい）
トーマスによって作り出された悪霊たち。人間の魂を物に吹き込んだもの。ゴリョー救出に館へ乗り込んだムヒョ達を襲う。
霊化蟲（れいかちゅう）
人に寄生し魂を喰らい、徐々に霊化させる蟲。拷問などによく利用され、早く体内に出さないと元に戻れなくなる。
原作ではトーマスがゴリョーに寄生させた。ゴリョーが半霊となる一歩手前で、キリコにより地獄へ還される。
山の精
イサビの部下である7体の霊。イサビのもとを訪れたペイジとヨイチを襲う。土や植物を操る他、怪力を誇る。ヨイチにより破魔帯で動きを封じられる。
灯台守の目玉（とうだいもりのめだま）
エンチューの従える悪霊の一つ。一説では亡くなった灯台守の霊らしいが、詳しいことは分かっていない。
口の中に巨大な一つ目があり、そこからビーム状の攻撃を繰り出す。元灯台守だったせいか、非常に探索能力が優れている。
「傷害未遂」および「無断尾行」の罪で、毒島により「竜車輪」の刑に処された。
百厄輪の面（ひゃくやくりんのめん）
魔具庫に納められていた物だが、アイビーの封崩し舞の影響で出てしまった。当初ナナを飲み込んでいた。
ギンジによると、とっくの昔に呪いの効力がきれているらしいが、その効力は健在。百の厄が刻まれた輪が地面にその紋様を刻む事で呪いが完成する。
魔具倉庫に迷い込んだロージーとギンジに襲い掛かるが、間一髪でムヒョが登場し、「呪術無断行使」および「傷害」の罪で、「魔人葬迎車」の刑に処されて地獄へ送られた。
少女の悪霊
アイビーの従える悪霊で全部で六体いる。氷のように冷たく、口から吐く冷気で攻撃する。常にぬくもりを求めて人間に取りつき、凍死させてしまう。ジグロを殺したのも彼女らによるもの。ビコズオフィスを凍らせたものの、ゴリョーがパケロを呼び出すと、その雨を恐れていずこかへ身を潜めてしまった。
ジグロ
魔法律学校の生徒だった人物。通称ハイエナ・ジグロ。親の七光りで学園に入学したが才能がなく、不良と化していた。学園生徒たちからはうとまれていた様子。
アイビーの従える少女の悪霊に凍死させられて悪霊となり、アイビーの従者となる。その後、両腕を「食い破りの茨」に変化させてゴリョー達を屋敷に閉じ込めて攻撃するが、パケロの攻撃からアイビーを守るための盾となり、消滅した。
モグリのボビー
魔法律学校の七不思議の一つ。西洋鎧に潜む低地縛霊の一つで、学校内では有名だった。
元々は魔法律学校の生徒だったが、才能（もしくは素質）が無く、自暴自棄になって盗み等を繰り返している内に死んでしまい、霊となった後は鎧の中に住み着くようになった。
偶然、覚醒したばかりの銀杏婦人が落とした通行証を手に入れ、ロージーを業洗刀で浄化するようにと騙して、自らの「鎧の呪縛」を解かせた上でロージーに憑依しようとするが、キンジに阻止されてしまい、さらに銀杏婦人が現れ、惨たらしく体を引き千切られる。それでもロージーの服に張り付き、ムヒョ達に「魔法律家」として認められ、彼らを銀杏婦人からかばい、石化し消滅した。
銀杏婦人（イチョウババア）
宝石にしか目がない老婆の悪霊。全身を装飾品で着飾っている。相手を石化させる力を持ち、その力は肉体を得た使者ですら石化させるほど強力。ムヒョ曰く「天然記念物並の霊」。
数十年前多数の執行人を石化させ、執行人10人がかりで封印したが、アイビーにより封印が解かれた。魔法律学校の暖炉から現れ、生徒や職員を無差別に襲い、石化させた。通行証を持っていたが落としてしまい、魔法律学校内を探し回っていた。なお、通行証のことを「カレシ」と呼ぶ。
石化の念動力を使う他、「移り身の指輪」という魔具も持っており、指輪から指輪へ瞬間移動できる。
モグリのボビーから通行証を奪い返したが、直後ムヒョと幽李に奪われてしまい、ムヒョを追う。ヨイチや毒島の協力もあり、最期は「呪殺無断行使」および「呪殺未遂」の罪により「閻魔謁見」の刑に処せられる。
生前は可愛らしい女性で、恋人が戦争へ出兵する時に「きっと帰ってくるからオシャレして待ってておくれ」と約束したが、約束を果たさぬまま恋人が戦死し、その悲嘆から自殺を遂げる。霊となって宝石を集めていた頃、イサビから通行証を譲り受けた。
怨竜ロクシー
アイビーの母が探し出し、協会の地に封じて長い時間をかけて育成してきた怨竜。人間の憎しみを糧として育つ。アイビー曰く「ママからの贈り物」。
長きにわたり力をたくわえたおかげで、地獄の六王をもしのぐほどの化け物へと成長した。触手を使い、煉を吸い取る。
五嶺が喚んだパケロに追い詰められたアイビーが奥の手として呼び出した。パケロをあっという間に喰ってしまうが、実際は体内を動き回っていただけのパケロにあっさり抜け出され、逆に食べられた。
矢胞子車（やほうしぐるま）
幽世に生息する菌族の一種。集団で襲い掛かり、矢の形をした胞子を吹き矢のようにして攻撃。大きさは様々で、巨大なものになると人一人が乗ることができるほど。
子供のはぐれ霊（こども-もの）
大好きなアニメの最終回を見られずに溺死した子供の霊で、ロージーたちにその番組を見せてもらうことで成仏した。屋上には彼の魂留物である衣服の切れ端が辿りついていた。
カイコ娘
少女の頭と蚕の身体を持つ霊。口から糸を吐きだし獲物を締め上げる。
福島県の養蚕が盛んな土地に生まれ、弟を死なせてしまい後追い自殺した少女が霊化したもの。
梨狩りにいった岩田トモにとり憑き、カイコ娘と同じ名前のトモを自らのものにしようとした。アミとトモを殺そうとし、ムヒョたちにも抵抗するが、最期は「はりつきおよび傷害」の罪により、「指切り村のマショカリア」の刑に処せられ、地獄に送られた。
岡田 勇気（おかだ ゆうき）
蝶布市10人連続誘拐事件を引き起こした霊。身長が3メートルほどあり、口から無数の腕を吐き出す。
10年前にその巨体さ故に小中高にわたって深刻ないじめを受けていた。高校に入ってクラスメイトたちからいじめの謝罪を受け、友達となる証に住所も教えてもらったが、それが全ていじめゆえの嘘だったことが分かって冬の池に身を投じて自殺した。
「トモダチ」を求め、契約の呪術を巧みに使って、60人以上を取り込んでいた。腹の中は幽世になっている。「魔導幻術師」が見せる幻覚によって人質を解放し、夢幻の中「魔滑車」で地獄行きとなった。
狗（イヌ）
憑きものの一種。とり憑かれると仕草や運動能力が犬のようになる。仁美に乗り移って暴れたが、ロージーの直書きで動きを止められ、幽李によって引き剥がれて地獄に連れて行かれた。
人面蜘蛛（じんめんぐも）
小説版『七色の魔声』に登場。大蜘蛛の容貌をしており背に能面のような女性の顔がある霊。ある呪具と融合した事で生まれた。
3本指の少女の悪霊
小説版『五嶺霊異記』に登場。火焔竜に焼かれて地獄行きになった。正体は無くなった残りの二本の指（人差し指と中指）で死後、その指を探していた。
アスミ
女子中学生の霊。江神原中学校の水泳部所属で、推薦入試を狙っていたが、友人のマリが優勝したことで彼女と喧嘩をし、行方をくらます。その後、マリの跡を黒い影として付きまとうようになる。
怨霊となり、マリの魂を抜こうとしたため、「面相無断転写」の罪により「魔王の義手」の刑に処されそうになる。しかし、アスミの意識がマリを庇った為、刑の執行は取り消された。
『赤マルジャンプ』掲載作品に登場。
ノブオ
読切版に登場。小野寺香矢の携帯にとり憑いていた霊。
カヤをストーカーしたことで、同級生にいじめられていた。しかしカヤに携帯とハンカチを渡され嬉しがるも、その日に交通事故で死亡、カヤを守る為携帯用の人形にとり憑いた。
ロージーの札により暴走し、カヤを人形に取り込もうとする。「物体無断寄生」の罪により「魔列車」の刑に処せられるが、カヤ諸共「魔列車」に乗せられそうになった為ムヒョに反論し、カヤを助けた。そのため三途の川行きとなり、盆にはカヤのもとに戻ってこれるようになった。

## 霊の犯罪
あやつり
生きている人間の意志に反し肉体を操る罪。
おぶさり
生者に取り付く罪。
吸血（きゅうけつ）
生者の血を吸う罪。
殺人（さつじん）
人を殺める罪。
殺人未遂（さつじんみすい）
殺人を行いかけた罪。また、対象者・第三者により免れた場合。
食人（しょくじん）
人を食い殺す罪。
食人未遂（しょくじんみすい）
対象者の全身もしくは三分の二以上の食人を試みる罪。また、対象者・第三者により免れた場合。
呪殺未遂（じゅさつみすい）
呪術的な能力で殺人を行いかけた罪。また、対象者・第三者により免れた場合。
呪殺無断行使（じゅさつむだんこうし）
呪術的な能力で殺人を行う罪。
呪術無断行使（じゅじゅつむだんこうし）
呪術的な能力を行使する罪。
傷害（しょうがい）
人に重傷・瀕死を負わせる罪。
人体無断寄生（じんたいむだんきせい）
人の体に取り憑く罪。
声帯無断模倣（せいたいむだんもほう）
生きている者の声を真似る罪。
大量吸血（たいりょうきゅうけつ）
多数の対象者から血を吸う罪。
大量殺人（たいりょうさつじん）
多数の対象者を殺める罪。
大量殺人未遂（たいりょうさつじんみすい）
多数の対象者に大量殺人を行いかけた罪。
長期不法滞在（ちょうきふほうたいざい）
成仏せず長期間に渡り現世（居てはいけない地）に居座り続ける罪。
超長期不法滞在（ちょうちょうきふほうたいざい）
齢数百年現世に居座り続ける罪。
長期無断煉吸収（ちょうきむだんれんきゅうしゅう）
霊根などを使用し、永く煉を吸収する罪。
転生術継続行使（てんせいじゅつけいぞくこうし）
生きている人間に転生する罪。
伝染（でんせん）
多数の人の体に取り憑く罪。
とりこみ
人間を生きたまま吸収してその体をのっとる罪。大抵の霊は体内にとりこんだ人間を保管するが、稀に幽世にパイプを持ち、そちらに保管する場合もある。とりこんだ体を盾にすることも。
なりかわり
生きている人間に成り代わり、その者の人生を乗っ取る大罪。
はりつき
周りの人間に気づかれぬよう取り憑き、気づかぬうちに対象を侵していく罪。
物体無断寄生（ぶったいむだんきせい）
物体に寄生する罪。原作では椅子。
物体無断霊化（ぶったいむだんれいか）
人などを取り込み、霊化させる罪。
暴行未遂（ぼうこうみすい）
暴行を行いかけた罪。また、対象者・第三者により免れた場合。
魔法律執行妨害（まほうりつしっこうぼうがい）
魔法律の発動中に執行人に危害を加える、もしくは執行途中の使者に危害を加える罪。
無断尾行（むだんびこう）
生者についてまわる罪（元々尾行は無断ではないかというツッコミがある。）
無断変形（むだんへんけい）
体の一部分や全体を変形する罪。
面相無断転写（めんそうむだんてんしゃ）
生きている者の姿形を真似る罪。
誘拐（ゆうかい）
人を強制的に連れ去る罪。
拉致監禁（らちかんきん）
霊による連れ去り、監禁を行なう罪。
霊威詐称（れいいいさしょう）
自らの霊としての身分を偽る罪。
霊気無断大量放出（れいきむだんたいりょうほうしゅつ）
直接危害を加えなくとも、少なからず人に影響を及ぼしている罪。

## 魔法律
魔法律とは、主に霊による犯罪を防ぎ、あるいはその罪を裁くことを目的とする法律である。
- 魔法律を扱うことのできる者を魔法律家と呼ぶ。
- 霊の犯罪には名前が付けられ項目分けされており、罪状に応じた刑を「執行人」が執行するのであるが、誤った刑を執行しようとすると執行人自身が刑を受けることになる。知能が高く穏やかな性格の使者の場合、それまでの付き合いの深さなどから話し合いで説得出来る場合もあるが、大抵は大怪我をする目に遭う。
- 魔法律を行使するためには「煉」が必要であり、上級の魔法律にはより多くの煉が必要とされる。大量の煉を必要とするため通常は数人がかりで行う。そのため本来ならば魔王、冥王、閻魔などは上級魔法律であるが、煉の量が常人より遥かに多いムヒョは単独で召喚した。霊の罪によっては異なる使者の同時召喚も可能である。
- 魔法律は、大別すると地獄の使者を行使するものとしないものがあり、前者を用いるためには使者と契約（使者を換び出す事を認めさせる為の「登記契約」と、登記契約を終えた上で実際に使者を喚び出す為の「使役契約」）を結ぶ必要がある。後者の使用条件についての詳細は不明である。なお、魔法律と地獄の使者は密接な関係にあるため、これについても本項に記す。
- 魔法律書で呼び出した契約相手は仕事上の関係であり、甲冑（いわば仕事着）を脱げば執行人であろうと狩りの相手である。地獄の使者の大半は地獄語を喋る。
- 通常の魔法律は煉を使者に渡して力を借りるが、魂を渡せば己が徐々に霊化する代わりに強力な力＝生者を殺める力を得ることができ、使い方次第では不死に近い存在にもなれる（＝禁魔法律）。
- また、禁域として「肉体」を売る事も可能。この時、使者は「魂」を売る禁魔法律に匹敵する力を発揮するが、二次作用として「使者同調」という物があり、使者が負った傷を執行人も負う、つまり使者が死ねば執行人も死ぬという、強い力を得るための代償を必要とする。故に時として、その代償は禁魔法律以上となる。この際、執行人の手の甲にはその使者を象徴するマークが浮かび、行使時間が長引くほど腕に向かって伸びていく。なお、「肉体」エネルギーを使者に渡すと、煉が有り余る状態でも効率よく使者に供給できない（これが一時的なものなのか永久的なものなのかは不明）。

遠隔魔法律（えんかくまほうりつ）
執行人でも使える人は数少ない魔法律の方式の一つ。今の所使えるのは毒島の銃器型の書のみ登場。彼女の場合、使者・雲竜鼠（梅吉）を銃（書）の中に入れ、弾丸として目的地まで吹っ飛ばす。煉が供給されなければ発動を持続させることはできないため、彼女は撃ってすぐ後に自分のトラックで近づく。遠隔魔法律を解除すると、その瞬間に使者が触れていた物（人）ごと自分の下に（使者が）戻ってくる。帰還には執行人が「帰還点」と言う「陣」を引くことが必要で、遠隔魔法律を解除してからでも引ける。

## 上級魔法律
通常の魔法律の何倍もの破壊力を持つ強力な執行。呪文を唱えて地獄と交信し、上位の地獄の使者と契約を結ぶ事で初めて発動する。呪文＝地獄語を唱える事は恐ろしく体力を消耗するため、通常は執行人数人がかりで契約を行うのが普通である。何回も行使すると魔法律書に負担がかかり、いずれは壊れてしまう。
魔王（まおう）
「地獄の六王」の一角で無間地獄の使者。みすぼらしい服を着て目はあらぬ方向を向き、空飛ぶ不思議な布に乗っている。
「王」としての風格はなさそうに見えるが、その力は誰もが恐怖におののくほど。単独で上級魔法律を行使出来るほど大量の煉を持つムヒョでさえも通行証と融合した魔法律書にて喚び出す必要があった。いつもムシャムシャと食べている菓子は小型の爆弾のようなもので、一度大気中にばらまけばティキの体を一撃で爆散させるほど強力。
対ティキ戦でムヒョが呼び出した使者。最終的にティキを連れ、地獄へと帰って行った。
冥王 ルアラリエ（めいおう ルアラリエ）
声 - 斉藤次郎
「地獄の六王」の一角。超巨大。
魔力が強力すぎる為に今まで誰1人として契約を結んだ事が無かった。普段は口が縫い合わされているが、戦闘時には口を開き、様々な形状に変化する「千変の舌」を操る。第一形態の通常状態が瀕死のダメージを負うと、第二形態の翼が生えた状態になり、翼から全てを焼き尽くす「ドゥアトの槍」を繰り出すことが出来るようになる。
「箱舟」との戦闘に先立ち、ムヒョが幽李と共に激戦を繰り広げた末、契約を結ぶことに成功する。
閻魔謁見（えんまえっけん）
地獄の法の番人、閻魔を召喚し、霊を粉砕する。魔元帥に匹敵する高度な魔法律。
発動すると霊にはシリアルナンバーが刻まれ動きを封じられ、柱などの障害物が開いてゆき、閻魔を乗せた輿がやってくる。罪を犯した霊を捕え、地獄へと引きずり込む。
魔導府総帥降臨（まどうふそうすいこうりん）
王冠を戴き、ローブを着た骸骨の姿をした使者「魔導府総帥」を呼び出す。
50年前の戦いでは、「ティキぽっくり大作戦」でアントニオ作丸達に呼び出されティキを地獄送りにしようとしたが、逆に食われてしまった。
魔元帥（まげんすい）
魔鉄兵を統率する元帥。超巨大。霊を「タルタロスの鎖」で動きを封じ巨剣で真っ二つに切り裂く。
「地獄の十本刀」の一人で、その頂点でもある。地獄の兵・魔鉄兵を統率する。
同誌連載の『魔人探偵脳噛ネウロ』の単行本おまけコーナーで、ネウロがムヒョから貰った魔法律書で呼び出したこともある（が、召喚に失敗し、本物とは似ても似つかないケンタウロスようなデフォルメの生き物が召喚された）。たびたび巻末コーナーに登場する。
魔石女王（まじゃくめおう）
「地獄の女帝」の一角。白い岩と聖母マリアのような見た目の使者。
強力な磁力で霊を分解して、地獄に送る。基本的に手から磁力を発するが、口から弾丸状にして連続で打ち出す事もできる。
冥府 海の王子・パケロ
ゴリョーが呼び出した使者で傘を持った子供のような姿をしている。降臨する際には雨が降り出し、多数のカエルが出現し道を作っていく。
無邪気で勝手気ままな性格のため、呼び出しても執行人の思い通りに動くとは限らない。しかし、冥府の海の王子の名にふさわしい力を持っており、自爆するフジツボ型の使者（もしくは道具）「時限魔貝」や、念動力を使う冥界の魚を召喚して戦う。能力として、所持する傘を変形させたり、自身より遥かに大きい悪霊を一呑みにしてしまうこともできる。
対アイビー戦で窮地にいたゴリョーとエビスを助けた。始めは召喚主であるゴリョーの言うことを全く聞かず、気ままに遊びまわっていたが、エビスの言葉を聞いて本気を出す。一度ロクシーに食べられてしまうが脱出し、逆に平らげてしまった。また、アイビーが霊を操るのに使う「悪霊の鈴」まで食べてしまった。
幽李（ユウリ）
声 - 蓮岳大
「地獄の四賢者」の一角。ムヒョが冥王と契約を結ぶ際にも使用した使者。ビコ曰く「笑うとコワい」。
他の魔法律を止める事が出来る。普段は三つ目の仙人のような姿をしているが、ムヒョが煉を注入する事により、本来の巨大な鬼神の姿になる。
ゴリョーの召喚した雷獄童子を一蹴し、冥王の第一形態を相手に圧勝するなど、ムヒョの契約した使者の中でも、とりわけ強大な力を持つ。ムヒョと契約した時には、霊撃手5体でバラバラにされたらしい（それでも死ななかった）。
銀杏婦人とは顔見知りの模様。
不帰砲蟲（ふきほうむし）
巨大な筒の形状の蟲を召喚すると、内部から砲弾が転がって来て射出口にセットされる。数人がかりで召喚されるが、ティキに食われた。
魔王軍破城槌（まおうぐんはじょうつい）
壁から四本の槍のような物体を召喚して霊を粉砕する。また、その先頭部分が開かれて、雲に似た使者が出現し電撃を放つ。ペイジを始めとした執行人数人がかりで召喚する。
鴉門（あもん）
「地獄の三賢者」の一人。シューターの『見えない魔法律』の正体。『6』の数字が三つ書かれた頭巾を被っている。
『魔の手』と呼ばれる身の丈ほどの太刀を持つ。九苦狸の攻撃を防ぐために召喚して、ムヒョが魔法律を発動するまで時間を稼いだ。
悪魔長（あくまちょう）
目の上に666マークがある悪魔の長。ペイジが「トロイのベル」を発動してから初めて「肉体」契約状態で使役した使者。「悪魔長降臨」の刑で召喚される。
両手と尻尾を武器化する事が出来る。両手を刃のように武器化する「悪魔の鍛冶屋」、手下の悪魔達の力も借りて、片方の角を引き出し巨大な鎌にして攻撃する「真っ暗山の巨人鎌」という技が使える。
対イサビ戦でペイジが「トロイのベル」を使って召喚した。イサビと互角の勝負を繰り広げ、何とか勝利を収める。
帰る時にペイジの肉体エネルギーを持ち帰り、悪魔仲間達と宴をひらいたらしい。かなり自分勝手な性格でもあるが、しかし死を覚悟して召喚したペイジの身体を気遣うなど、人情に溢れるところもある。
機賊王（きぞくおう）
「地獄の反逆児」と呼ばれる巨大な使者。顔に七つの眼があり、貴族の格好をしている。左足が義足。
その昔六王に命を狙われ、そのうち2、3人を返り討ちにしたといわれる怪物。あまり行動派ではないらしく、召喚された際には地上酔いしていた。
「機賊王七酌撃ちの刑」によって召喚される。「七つの大罪」で表している動物の彫刻が刻まれた巨大な七つの樽で霊を捕え、指から発射される銃弾でそれらを歌いながら順番に撃ち抜いていく。すべて撃ち抜いた時に霊も消滅する。
対ベクトール戦で召喚され、九苦狸を一瞬にして消し去り、ベクトールも木っ端微塵に粉砕した。

### 中級魔法律・下級魔法律
七面犬（しちめんけん）
七つの目と六本の足を持つ犬。擬態して、あやつり等の霊の犯罪を暴く。他の使者と違い、いつでも召喚できる。手ではさみのように使うと糸（魔人形の糸）を切る事が出来る。
使者のなかでは珍しく、人語を話す。それもかなりのおしゃべりである。語尾に「〜でヤンス」と付けて喋る。一人称は「アッシ」。
彼の擬態できる範囲は供給されるエネルギーの質によって異なり、「煉」エネルギーを供給する場合生物にしか擬態出来ないが、「肉体」エネルギーを供給することによって鉄のような無機質にも擬態出来るようにもなる。この状態で、様々な物に化ける事も出来る（例：ハンマーや盾、大砲など）。
本編ではムヒョが召喚しているが、小説版ではペイジがMLSの見回りのために召喚していた（これを機にムヒョ達と知り合った）。一連の事件が解決した後はキリコと共に地獄に帰っていったが、その後も度々召喚されている。
キリコ
声 - 大久保瑠美
小さな少女の使い魔。ヨイチが冥王ルアラリエとの契約を破棄する為に、「使い魔の壷」から召喚された使者。しかしルアラリエの前で怖気づいてしまい、ほとんど役に立たなかった。
ビコが「不良品に当たった」と言っているところから、地獄の使者としての格は下の下らしく、それ故にあまり立場が無い様子（故郷である地獄に戻りたがらない程）。激闘の後、冥王とムヒョとの契約仲介人となっている。その後は地獄に戻らず、ムヒョ達と行動を共にしている。
まったく役に立たないわけではなく、対トーマス戦では霊化蟲を地獄へ還し、またロージーがトーマスの魔法書を破壊する手助けをした。また地獄語が話せる。
ナナの事を「姐さん」「アネゴ」と尊敬し、彼女とのコンビで見事に五嶺の体から霊化蟲を追い払った。一連の事件が解決した後は七面犬と共に地獄に帰っていった。
身長20cm。生年月日不明。好きなもの：やわらかいもの、おしゃべり（主に恋愛関係の話）。特技：逃げ足の速さ、イケメンセンサー、仕事をサボる。苦手なもの：労働、命令、硬いもの、地獄（できれば帰りたくないと思っている）。
雲竜鼠（うんりゅうそ）
梅吉の本当の姿。5年前に毒島によって召喚され、半永久的に現世にいる。彼は遠くでも煉が届き、人化できるのが一番の長所。「竜車輪」以外の魔法律は使えない（遠隔魔法律の使者と契約する際に、使者それぞれの長所で選ぶことができる為）。
竜車輪（りゅうしゃりん）
雲竜鼠（梅吉）自身が体を丸めて弾丸状になり、飛び跳ねるようにして複数の悪霊を滅する魔法律。梅吉はこの技しか使えない。「肉体」契約状態で行使すればとてつもないスピードを生み出す。

魔鹿女キュラ（まかめ-）
異形の牛（魔牛）を従える女性御者。姿が人間に近いためか、人語を話す。「魔鹿女キュラの魔牛車」の刑で召喚される。
「魔調教の鞭」という技を使う。また、吸血鬼のように犬歯で相手に食いつき、エネルギーを吸い取る（らしき）行為も可能。この攻撃を受けたエンチューは眠ってしまった。
本来の契約者はペイジであるが、ギンジと「血の契約」を結び、ギンジから血をもらう代わりに力を貸している。その契約が続いているためか、キリコと七面犬が地獄に帰った後も現世に留まっている。血をもらっているにも関わらずギンジに荷物持ちをさせたりと、かなりこき使っている様子である。
お供である魔牛車（まぎっしゃ）は、三つ目を持つ地獄の牛が牽引する牛車。背中に人間4人を軽く乗せることが出来る。
イリ
魔王軍騎士団長。「守護魔槍流『バルハウ谷の磔箒』」という、枝分かれした槍の穂先で相手を押さえつける技を使える。梅吉に使者憑依してティキ相手に善戦する。
黒鯱（くろしゃち）
「地獄の十本刀」の一角。魔元帥直属の切り込み隊長。眼帯をしており、右手に剣、左手に盾を持つ。
実力はかなり高く、ミックに対し圧倒的な力を見せつける。しかしムヒョの魔法律書が壊れた為に仕事を放棄。ムヒョ達に切りかかったが、予備の（練習用）魔法律書により、どうにか帰って行った。
霊撃手（れいげきしゅ）
両手に刀を持った使者。霊の本体を探し出し、始末する。
契約者が練を注入することで刀が巨大化。その時は地獄の十本刀に位置する実力になる。また、何体も契約して小隊を組ませる事が出来る。
地獄でも無口で有名。
魔人葬迎車（まじんそうげいしゃ）
タクシーのような外見の使者。地獄との往復運賃（魂20000個分）を地獄で無限に支払わせるために霊を捕らえ帰っていく。
魔弾顔（まだんがん）
側面に顔の付いた弾丸型の使者。
黒火蜴（くろひとかげ）
冥界の炉主。魔導大臣ファフニルの配下である千の魔物の一匹。口から火の玉を吐く。合体して巨大化することもできる。
魔法律でも召喚可能だが、炉主の杖を使って召喚することもできる。
魔導幻術師と魔滑車（まどうげんじゅつしとまかっしゃ）
幻術師とジェットコースターのような使者の二人一組。魔導幻術師は「とりこみ」を犯した霊に幻覚を見せて取り込んだ人達を戻してから、魔滑車で地獄に連れて行く。出現する兆しとして、霊の周りを靄が覆い始める。
魔導幻術師（まどうげんじゅつし）
髪を三つ編みにした鳥の化け物。手にする霧吹きから幻覚を見せる霧を吹き出す。
魔滑車（まかっしゃ）
地獄へと通じる骨の線路を進むコースター。「とりこみ」を犯した霊では魔導幻術師と共に登場する。岡田勇気に対しては、本当のジェットコースターに見せかけて地獄へと降りて行った。

魔列車（まれっしゃ）
地獄行きの列車。魔車掌の幾万本の手が内から出てきて霊を捕えようとする。魔車掌の手につかまれるともう逃げられまいという。
多数の霊に有効。執行人の中でも使える者は少ないという。
魔人奇術師 ディーゴ（まじんきじゅつし でぃーご）
オカマ口調で喋る大柄な手品師の姿をした使者。目と口が縫われているが見たり喋ることはできる。手にするトランプカードを霊に投げつけて刻む。
ヨイチに好意を抱いているようだが、本人からは嫌われている様子。
魔図鑑（まずかん）
七つの目と鼻、無数の羽が生えた大きな図鑑のような使者。ページ部分に霊を挟んで潰し、その霊を図鑑に載せる。
仕事をきっちりできなかった時は、召喚主に煉を返すなど律儀な性格。
魔針貫（ましんがん）
無数の鋭い針が霊を貫く。
魔弓（まきゅう）
空から数本の巨大な矢が出現し、霊を貫いて地獄に送る。
六王の鳥籠（ろくおうのとりかご）
冥府の銀でできた檻に霊を閉じ込める。ペイジ曰く「永遠の閉塞」。
魔王の鉄槌（まおうのてっつい）
1発目で現世から地獄に落とし、2発目で地獄の塵に還す。
魔鉄兵（まてつへい）
地獄の兵士。手から弾丸を発射する。魔元帥の統率下にあり、彼（？）の出撃時には召喚場所までの道となる。
茨の園（いばらのその）
地獄の茨が霊を飲み込む。飲み込まれた霊は、未来永劫茨の中を彷徨い続けなくてはならない。
蝿王（はえおう）
トーマスが契約を結んでいる主。
蝿王の宝箱（はえおうのたからばこ）
宝箱の姿をした使者。霊を食い尽くす。食らわれた霊は、蝿王のコレクションにされる。蝿王と契約を結んでいる者に対しては効果が無い。
冥王の晩餐（めいおうのばんさん）
地から巨大な口が出現。冥王の胃（地獄）に直結していて、飲み込まれた霊はそのまま地獄送りとなる。冥王の気分により行き先が決まり、また冥王の口に合わないものは吐き出される。
魔王の義手（まおうのぎしゅ）
地から義手が出現。そのまま地獄へと引きずり込む。
魔王の影（まおうのかげ）
魔王の分身の影が霊を背後から無慈悲に包み込み、地獄へと連れ去る。
破王印落滅（はおういんらくめつ）
二体の地獄の使者が持つ破王の印で霊を潰す。
ペイジがイサビに対して使用したが、使者が潰されてしまい失敗した。
葉陰の番人（はかげのばんにん）
冥府の住人の一人。現世と地獄の全ての影を司っている。影がある場所なら、ベッドの下からでも現れることができ、霊を引っ張り地獄に連れて行く。
不帰梟（ふきふくろう）
二つの頭、各々三つの目を持つ梟。爪で霊を捉えて地獄へ旅立つ。
ムヒョが召喚したもの以外にも、度々本編に登場した。
魔人検察官（まじんけんさつかん）
シルクハットと同じ顔がいくつも付いているマントを着た使者。髭と七つの目が特徴。
7人程度で現れて霊を捕える。捕らえられた霊は、地獄で永遠に責め続けられる。
魔王の矛（まおうのほこ）
三又の槍が霊を貫き、そのまま地獄へ引きずり込む。
魔王の釘蜂（まおうのくぎばち）
釘と蜂を合わせたような使者。銀杏婦人に対して召喚されたが、石化させられてしまった。
魔獄房収監（まごくぼうしゅうかん）
複数の目の付いた檻に霊を閉じ込める。手と顔は出る。霊を閉じ込めたまま地獄へと行く。
百子魔王子の手（ひゃくごまおうじのて）
無数の手に目玉が付いた使者。地の底から伸びてきて、霊を地獄へと引きずり込む。
吼虎之大洞（くこのたいどう）
5匹の三つ目の虎が住む穴が現われ、霊を引きずりこんで食ってしまう。
雷獄童子（らいごくどうじ）
声 - 葉山翔太
雷を彷彿させるような巨大な使者で、四本の腕を持つ。口から雷の息吹を出せる。また霊を喰い、地獄へと送る。
幽李と争うが歯が立たなかった。
地獄の看守 タルタロス
代々霊使いである禁魔法律家と契約している使者。身体からは霊を拘束する無数の鎖が伸びている。
呪術師 アカマジョ
「箱舟」のフリオと契約している使者。六つの目と六本の足を持つ。
地獄でも怠惰な使者として知られ、アカマジョの力も使った者もまた、怠惰な性格に変質してしまう。その名が示すとおり、契約した禁魔法律家に呪術系の能力を与える。
魔道大臣ファフニル（まどうだいじん-）
エンチュー及びリオと「魂」を代価に契約していた使者。道化師を思わせる帽子を被り、ボールのような体型をしている。
黒火蜴等の千の魔物を配下に持つ地獄界の実力者。リオは自分の事を「黒火蜴と契約している」と発言した為、契約した代価として黒火蜴を与えられたとも考えられる。
エンチューとリオの契約を解く際姿を現し、ビコを攫おうとした。幽李に止められた為攻撃を行うが、逆に幽李によって真っ二つにされ殺された。
阿鼻獄縄（あびごくじょう）
黒い縄のような形の影が、霊をぐるぐる巻きにして阿鼻地獄へ送る。
ゴリョーがトーマスに対してつかったが、失敗した。
追死（ついし）
霊を分解し地獄に送る魔法律。弱い霊に対して使われる。
送り火（おくりび）
魔法律書を開くとそこに炎が現れ、そこから霊をあの世に送り出す。浮遊霊をあの世へ送るための魔法律。
銀の梯子（ぎんのはしご）
空に伸びる銀の梯子が、霊を浄土へと導く。最初から霊を地獄でなく浄土行きにするための魔法律。
黄泉渡し（よみわたし）
笠に鈴を付けた使者二人が、霊を船に乗せて黄泉に連れて行く。
黄泉とは軽い罰を受ける霊が行ける所であり、罪を洗い流せば天国へ逝ける。
指切り村のマショカリア（ゆびきりむら-）
天より伸びる綱の上を滑車で駆け下りてくる道化師のような使者。常に上機嫌だが、恐ろしい顔をしている。
手に持ったスペードが描かれた小箱で悪霊を吸い込み地獄へ送る。出現する兆しとして霊の周りを無人の一輪車が走り回る。
鬼茨（おにいばら）
霊を濃緑の蔓で包み込んで、その魂を浄化する。
火焔竜（かえんりゅう）
炎の身体を持つ竜の使者。霊を食らう。
岩魔蜥蜴（がんまとかげ）
怨霊の足元の地面を泥のように柔らかくし、そこからトカゲのような使者が出てきて霊を地獄へ引きずり込む。
チクリ魔 ヘル・モスキート
キリコがブープやその木偶との戦いで召喚した、蚊のような使い魔。地獄では最も身分が低く、相手の記憶を吸い出して嫌な思い出だけを語る嫌がらせしか出来ない。その能力のため、通常の魔法律の使者として行使するか不明である。
炎熱（えんねつ）
炎熱の地獄へ落とす魔法律と思われる。
縛口（ばくこう）
口を縛りつけ、言葉を発せられないようにする魔法律。

## 魔法特例法
魔睡針（ますいばり）
射されたら三日三晩起きない。対人用なので霊化が進んでいると効果が薄い。特例法第6項。
根の国返し（ねのくにがえし）
溺死の状態の、人間を回復させる。特例法第85項。
銀の鎧（ぎんのよろい）
人間を、霊の攻撃から守る。周囲の物体は守れない。特例法82項。
施錠解除（せじょうかいじょ）
鍵の掛けられたドアを開ける。特例法第8項。
銀の幕（ぎんのまく）
ある一定の区域の周りに結界を張り、中の人を霊から見えなくする。特例法第9項。
霊錠解除（れいじょうかいじょ）
霊気によって施錠された鍵を解除する。特例法第18項。
邪忌印落し（じゃきいんおとし）
禁魔法律家への戒めである反転魔法律のマークを滅する。特例法第25項。

## 階級
執行人
最高の地位で唯一「執行」を行い、直接霊を裁くことができる。ムヒョ、ゴリョー、ペイジ、毒島などが該当。魔法律家は昔、「魔術師」と呼ばれていた時期があった。
裁判官
執行人の次位。「執行」以外の全ての魔法律を使いこなす。「陣」が使える。ヨイチ、今井怜子、エビスなどが該当。
裁判官補佐
実戦を積んでいる。魔具である「杖」を扱える。ギンジ、左近、大木などが該当。読切では「二級裁判官」になっている。
一級書記官
「札」と「ペン」が使える事必須。ここからの地位が主に戦闘もできるとされている。梅吉が該当。ロージーは、最終話にて、（1年後に）一級書記官に昇格。
二級書記官
雑務担当。リリー、マリルなどが該当。

## 魔具
魔法律書（まほうりつしょ）
すべての法令が記載されている、執行人が持つ本。その秘密を守るために、本来の所有者以外の手に渡ると一分で自爆するようになっている。執行内容を誤ると執行人に刑が処せられる。上級魔法律も含め、強力すぎる刑の執行には耐え切れず、使いすぎると壊れる。執行人が書を自分の物にする為には「適性検査」と呼ばれる過程を経る必要がある。ムヒョの書は、ビコとリオが3倍の煉出力を持つ新しいものを完成させた。
煉根湯（れんこんとう）
煉（精神力）を一時的に回復させる、調合難度最上級の秘薬。執行人でもその存在を知っているものは稀だという、秘薬中の秘薬。その起源は約700年前にさかのぼり、約数万の霊の大群と約数千の魔法律協会執行人との激しい戦争で活躍した。ただし人体に毒で、その当時、この薬を使いすぎて何百人もの執行人が死んでいった。その後、ビコは副作用を弱めた煉根湯を作ったらしい。
出張魔法陣シール
壁などに貼ることで、自在に空間を移動することができる。時間が経つと消える。ビコは2千円で売っている。肝心な場面で何故か使用されない。
札（フダ）
魔封じの筆によってこれに書き込むことで、さまざまな術を使うことができる。ただし、書いてすぐでないと効果が発揮されない。力の強い札、弱い札があり、使用者の力量に合ったものでないと十分な効果を発揮できない。
魔封じの筆（ペン）
このペンによって対幽霊戦用のフダを作ることができる。また直に幽霊に使うことで何倍もの効果を発揮する（その反面、使用する煉も数倍になる）。
炉主の杖（ろぬしのつえ）
魔界の使者「黒火蜥蜴」の力を借りることができる杖。人を殺す力を持っているために、協会では使用禁止とされた。
リオが黒火蜥蜴を行使する際に用いた。ソフィー事件の後、ヨイチによって折られた。
霊探針（れいたんしん）
霊の位置や性質を探る道具。
煉鐘（れんしょう）
治療師が持つ、虚脱に陥った際の治療道具。体の底から眠気を引き出して煉を直す。人によっては睡眠障害になることもある。
魔除け小太刀（まよけこだち）
霊を切ることができる刃物。こめた煉の量によって威力が変わる。今井玲子はこれの達人。ヨイチはベルトに仕込んでいる。
煉顔料（れんがんりょう）
契約の際に契約の陣に呪文を描く為のペンキ。MLS時代、ビコが配合を間違え爆発を起こし、リオに深い傷を負わした。
神通針（じんつうばり）
魔法特例法の効果を高めたり、霊を捕らえたりできる。他にも他者から煉を抜き取ったり、煉を注入したりできる。エビスが愛用している。
破魔丸（はまがん）
体内の邪気を払うことが出来る丸薬。
七変の杖（しちへんのつえ）
「魔封石の術」など様々な術を行使できる様子。
千里魔鏡（せんりまきょう）
遠隔魔法律家が使用する、超精巧かつレアな魔具。遠隔魔法律で飛ばした使者の見たり聞いたりした物を鏡に映して見ることができる。ただし、自分側の音声も向こう側に聞こえてしまう。
破魔帯（はまおび）
霊を縛りつけ、動きを止める。
通行証（つうこうしょう）
禁書より遥昔から存在する古の魔具。六王よりさらに強大な力を持つ使者がいるという「無間地獄」と交信する権利を得る。元々はイサビの杯の底にはめ込んであったが、彼が協会のどこかに隠した。リリーとマリル及びナナとキリコによって捜索し、魔法律学校内にあることが判明、銀杏婦人から奪い取り、現在は無間地獄との契約の為に書と融合させる方法を見つけ出し、ムヒョの書と融合させた。持った霊に力を与え、巨大化させることも出来る。
書代理用紙（しょだいりようし）
1枚につき一回だけ正式な魔法律を使用することが出来る紙。持続時間は使者によって異なる（例：幽李は約20秒間）。
業洗刀（わざらいがたな）
短剣の形状。霊が持つ特性を無効化できる。他、霊の憑依を解除できる。しかし、霊を成仏させる力はない。高等テクとして「呪術祓い」の力も持つ。
その力で霊・モグリのボビーの「鎧の呪縛」を打ち消した。ティキとエンチューを引き離した際にも使用している。
魔具袋（まぐぶくろ）
複数の魔具を収納するポーチ。ヨイチ、今井、ギンジも見えにくいが付けている。
破魔機雷（はまきらい）
外見は棘の付いた玉のようなもの。水中専用だが、最上級の破壊力を誇る。
誘煉眠メリー（ゆうれんみん-）
子守唄と謎の煙で眠りを誘い、煉の回復を促進させる魔具。子供用らしいが、ムヒョにも効果がある。
死の国
シューターの魔具。使者の召喚、帰還の手間を省き、霊にスキを与えることなく倒すことができる。
火蛍の素（ひぼたるのもと）
破魔の術の数十倍の威力のある、「千火蛍の術」に必要。
風に逆らう燕
煉の体外流出を防ぐ魔具。ペイジが出張先でロージーと出会った際、彼を霊を引き寄せやすい「煉流出型の人間」と判断して贈ったもの。現在ロージーが首から下げているものはこれである。
移り身の指輪（うつりみのゆびわ）
指輪を通して瞬間移動できる魔具。銀杏婦人が持っていた。

## 術
破魔の術（はまのじゅつ）
霊にダメージを与える。裁判官クラスでも通常は三連弾程度が限界と、かなり煉を消耗する術だが、煉の多いロージーは更に連続で使用できる。
破魔竈の術（はまかまどのじゅつ）
破魔の術の巨大化したもの。霊を一撃で倒すほどの威力がある。
魔縛りの術（ましばりのじゅつ）
霊を麻痺させる。
退魔封殺の術（たいまふうさつのじゅつ）
扉を封印し、霊を足止めする。
霊化防壁の術（れいかぼうへきのじゅつ）
霊の攻撃を防ぐ。比較的簡単な術。
物体防壁の術（ぶったいぼうへきのじゅつ）
霊化防壁とは違い、物質の攻撃を防ぐことができる。
魔暗返しの術（まくらがえしのじゅつ）
霊の攻撃を跳ね返す。
邪祓塩の術（じゃばらえんのじゅつ）
札ではなく、塩を使う特殊な術。霊の動きを一定時間止める事ができる。
怪の魔 打ち払いの術（かいのま うちはらいのじゅつ）
破魔丸を用いて霊を打ち払う技。
魔封石の術（まふうせきのじゅつ）
魔具「七変の杖」を用いて札を貼った相手を石化させる。
口寄せ傀儡の術（くちよせくぐつのじゅつ）
魔具の人形を使って人の姿で霊をおびき出し、ある程度レベルの高い霊でも足止めできる
千火蛍の術（せんびぼたるのじゅつ）
発動に魔具「火蛍の素」を必要とし、多量の煉を精密にコントロールせねばならない高度な技だが、破壊力は破魔の術の数十倍に及ぶ。
縛り矢の術（しばりやのじゅつ）
小さい矢（魔具かは不明）に札を付けて霊に当てることで霊を捕縛することが出来る。
手綱り破魔の術（たぐりはまのじゅつ）
魔具の杖を用いて強力な光線を放ち霊を滅する。
霊子体防壁の術（れいしたいぼうへきのじゅつ）
霊の攻撃を防ぐ。魔暗返しの術のように跳ね返したりはできない。
式打ち扉の術（しきうちとびらのじゅつ）
多数の紙人形を用いて扉状にする。
六方魔封壁の術（ろっぽうまふうへきのじゅつ）
6枚の札で霊の侵入を食い止める。

## 陣
六方破魔手形の陣（ろっぽうはまてがたのじん）
攻撃系の陣の中でもトップクラスの威力で、強力な霊にもある程度ダメージを与えられる。が、煉の消費量は高い。
六方霊化結界の陣（ろっぽうれいかけっかいのじん）
強力な結界を作り、霊の攻撃を防ぐ。「霊化防壁」の何倍もの防御力を誇る。結界の中でも上位の「陣」である。よって「煉」を大量に消費する。
獄門結界の陣（ごくもんけっかいのじん）
詳しい効果の詳細は不明だが、中にいる禁魔法律家の魂の削減を防ぐ効果がある事から、その中への使者の効果の干渉を防ぐ治療系の陣だと思われる。
使者の門（ししゃのもん）
執行人が使者を召喚するのを手助けする補助系の「陣」のひとつ。
契約の陣（けいやくのじん）
執行人が新たな使者と契約を結ぶ際に使者を呼び出す為の補助系の陣。ヨイチ曰く「鮮度が命」らしい。地獄と交信するための呪文を魔具「煉顔料」を用いて描く。ただし、呪文を描いてから門が開くまでの時間はまちまち。
封魔格子の陣（ふうまこうしのじん）
円環状に並べた札から光の格子を作り、霊を捕らえる捕縛系の陣。
帰還点（きかんてん）
遠隔魔法律家が使者の帰還場所を特定する為に引く位置特定系の陣。
霊磁気吸の陣（れいじききゅうのじん）
通常の陣なら術者の周りに1 - 2体の霊を吸い寄せるだけだが、五嶺家奥義百八手では神通針で広範囲を結界で囲み、中心に霊をかき集める。
呪殺相切手形の陣（じゅさつあいきりてがたのじん）
複数の札を円形に配置、霊が放った呪殺攻撃を回避することが出来る。
隠し陣・魔除針の雨（かくしじん・まよけばりのあめ）
木の葉などで札を隠し、不意を付いて発動させる「隠し陣」と呼ばれる形式の陣。札から無数の針を放ち、霊を拘束する。

## 専門用語

### 「魔法律」関連
地獄の六王（じごくのろくおう）
地獄を統率する6体の王。個々の魔力が強力過ぎて、執行人の中で契約を結ぶ者は今まで誰一人としていなかった。作中に登場したのは魔王・冥王・魔導府王・破王とあと2体の6体。蝿王と機賊王は六王には含まれない。王を自称する使者はたくさんいるとコミックス13巻で作者が回答している。
地獄の女帝（じごくのじょてい）
作中に登場したのはミミ・魔石女王の2体。
地獄の四賢者（じごくのよんけんじゃ）
地獄の司法者。六王とは関わり合いを持たない。幽李はその一角。鴉門もその一人。
地獄の十本刀（じごくのじっぽんがたな）
現在までに判明しているのは魔元帥・黒鯱・霊撃手の3体（魔元帥は、十本刀の頂点）。
トロイのベル
通常、使者に与えるのは煉か魂。しかし、禁域として肉体を捧げる事も可能。「体」を売って行使する魔法律は「魂」を売って行使する禁魔法律と同等の力を発揮する。だが、その代償は時として「魂」の魔法律以上。それを禁じている魔法律のルールを変更できる。
具体的には、攻撃ではなく地獄の門を広げ、使者に肉体を捧げる事を許可する「合図」（発動には四賢人全員の合意が必要だが、ペイジ程の実力者であれば単独でも強行発動できる）。始動の言葉は「鳴り響けトロイのベル」。発動時には様々な類似する魔法律のマークの描かれた、地獄の門を護る18枚の守護の「陣」が術者の頭上に浮かび、全執行人に連絡が行き渡った事を確認した後、「発動」の一言で一気に四散し、すべての魔法律書のマークを書き換える＝ルールを書き換える。この時18枚の陣は迂闊に近づけば、たとえイサビであろうと只では済まない。並大抵の霊なら近づくだけで木っ端微塵に粉砕される。
リリー&マリル曰く「ルールの変更は終わり無き戦いの始まり」らしい。
使者同調（ししゃどうちょう）
トロイのベルによって可能となった、「体」を地獄の使者に売って行使する魔法律の二次作用。「煉」よりも大きな力があるが、執行人と使者が同調し、使者が負った傷が執行人にも移る。そのため、「体」を売った使者が死ねば執行人も死ぬ。
使者憑依（ししゃひょうい）
使者に異なる使者を憑依させる事で、その能力を使う。その使者や魔法律家の能力を全て失う恐れがあるため、禁じ手の一つ。
根（魔の根）
一部の使者や物体に見られる心臓のような物。ここを潰せばその使者（物体）は消え失せる。弱点は光、特に太陽光に弱く、日光に当たった瞬間に消滅する程。
使い魔の壷
使い魔を呼び出す壷。地獄の使者との登記契約・破棄の仲介役として使われる。キリコもこれによって呼び出された。

### 「魔法律家」関連
煉（れん）
精神力もしくは霊力のようなもの。魔法律家が使者の召喚や魔具を使用する時に必要な力。通常は煉を残した状態で睡眠をとることで回復するが、煉を使い切ると虚脱（煉が底をつき、危険な状態）に陥るため、魔法律病院等で適切な処置をとる必要がある。また、魔具師の秘薬煉根湯で回復する事が出来る（ただし、副作用あり）。
また、霊が煉を摂取する事で進化をさせる事がある。
適性検査（てきせいけんさ）
執行人が魔法律書を自分の物にする為に経る過程の名称。単純に言えば精神攻撃で、ありとあらゆる地獄の光景、数多の霊の叫びが襲い掛かり、それに耐えた者だけが書に認められる。通常の執行人なら3ヶ月を要するが、ムヒョの場合は昔の書なら十日、新しい書は数分で終了した。
魔法律協会（まほうりつきょうかい）
魔法律家を管理・育成している協会。MLSや、約3000万冊の書物が保管されている魔法律図書館がある。長野県の安曇野山中のどこかにある。
魔法律協会北支部
北国にある施設。第13魔監獄が中心部に併設している。

四賢人（よんけんじん）
詳細不明。ペイジを含む四人。賢人長の存在が確認されている。ペイジ曰く他の3人は「なまりきった老人」との事。
MLS（Magic Law School）
魔法律家を育成する魔法律学校。外国の生徒も通っており、競争率が高い。サスペンダーが制服とされているらしい。
ムヒョ・エンチュー・ヨイチ・ビコはMLSの同期生であり幼馴染。ロージーは受験に失敗して何度か受けたが、結局入学できなかった。
土曜日は、5時間目まであるらしい。
魔具師（まぐし）
魔法律家たちが使う魔具を作る技術者。魔具の製法などの秘密を守るために、人前に姿を現すことはめったにない。よって「魔具師が動く時は不吉が動く」と言われている。魔具師は煉が少ないため、魔具を作れても使うことはできない。ただし、禁魔法律では使者にあげる煉さえあれば使うことも可能（リオなど）。昔は「錬金術師」と呼ばれていた。
治療師（ちりょうし）
魔法律病院で、看護婦のような仕事をしている。赤い頭巾をかぶっている。
陣（じん）
裁判官以上が使うことのできる強力な術。
結界（けっかい）
「陣」のひとつ。強力な防壁を作る。
門（もん）
「陣」のひとつ。執行人が地獄の使者を召喚するための門を作る。
魔監獄（まかんごく）
強力な悪霊たちを閉じ込める牢獄。執行人の数が悪霊の数に比べて不足しているため、霊たちを一時的にここに封印する。魔法律界の汚点であり、トップシークレットの象徴。海の真ん中にある、地図に載っていない島にある。下に行くほど、霊の危険度や強さが増す。ソフィー・ブイヨセンは最下層に閉じ込められていた。

### 「禁魔法律」関連
禁魔法律（きんまほうりつ）
自分の魂を闇に売ることで地獄の使者と契約を結び、その力を借りる禁断の技。煉を必要としないため、魔法律家でなくても使うことができる。
禁魔法律を一度でも使うと、使者との契約を破棄することはできない。使い続けることで魂は擦り切れ、使用者自身が悪霊に近い存在になり、自我も消えてしまう。
タイプは大きく分けて二つあり、何らかの物を中継して地獄の力を得るタイプ（トーマスの禁魔法律書やパンジャのネックレスなど）と、何か本体を持ちかなり長期間使者とのコンタクト無しに力を行使するタイプ（ミックのように使者に魂だけでなく肉体も売り巨大な力を得る）がある。後者の場合、書は無いが魔の根など急所（核）に値する物を持つ。
霊使い（れいつかい）
地獄の看守タルタロスと契約を結び、霊を製造・育成操作を行う禁魔法律家。直接戦闘に関われないものの、使い手の技量によっては桁外れの数の悪霊・怨霊を操作することが出来る。アイビーやその母は、霊の操作に鈴型の呪具を使用していた。
木偶（デク）
ブープが好んで使う呪具。トカゲや人など様々な姿を模した人形であり、全ての木偶は自らの意思を持つ。自分以外の禁魔法律家を媒体としてその力を発揮する。（その対象者の体に、木偶イレズミを施す。）媒体となったものは発動期間中、魂はもちろんそれ以外にも代償として視力など体に何らかの傷を負う。
大男型呪具
ブープの使う呪具。これを入られたキッドは、帽子をかぶった大男になり強靭な腕力を得る。当初、キッドはこの姿になっていた。ブープの亡き後、砕け散った。
トカゲ型呪具
ブープの使う呪具。これを入られたキッドは、トカゲのような姿と聴力を得る。視力が皆無な代わりに異常なまでの聴力を持つ。下水道内でヨイチたちに襲い掛かるが、ヨイチの仕掛けた「破魔機雷」によって溶けてしまい、ブープによって呪具を戻される際、今井によって切り裂かれた。

禁書（きんしょ）
魔法律協会で厳重に封印されている不死・死者復活に関する禁魔法律の奥義が書かれた物。ティキによって盗まれた為、エンチュー達の下にある。
リオによって開封されようとしていたが、ムヒョ達がリオを奪還したため、開封は途中で止まっている。文献によると約650年前に錬金術師一家が焼き討ちにあい、父親だけが残り、およそ30年後に禁書は完成したと言われており、書の発動には10万人の魂を必要とし、相反する力（復活と破壊）を持つ。一連の事件が終わった後、紛失する。その造られた当時に黒死病と言う病気が流行っており、その死者約5000万人で内の約500万人が禁書の死者と言われている。
｢書｣というものには程遠く、禍々しい生物のような実態を表しつつある。

### 「霊」関連
進化
霊が魔法律家等の煉を摂取する事で、霊力や知能が増して強化する。姿形が変わることがある。魔法律協会が警戒するほどの現象。
進化霊の集団
ベクトールの霊根の力によって吸収された煉により進化した霊の集団。通常の霊よりも霊力が高く、通常ではありえない高い知性も併せ持つ。魔法律協会北支部を占領して拠点とし、魔法律家を排除、霊たちだけの世界を作ろうと企む。

霊根（れいこん）
人間や使者に取り憑いて、魂や煉を吸い取る。本人が気づかないうちに吸い取られていることが多い。
霊燐（れいりん）
地縛霊などが出す濃度の高い霊気。生臭い臭いがする。長く霊燐を浴びた死体は霊化が速い。
霊痕（れいこん）
物体に残った霊が触った跡。
喰い宿りの茨（くいやどりのいばら）
霊の形態。地縛霊の一種で古い家に寄生して、住人の命を蝕む。
怨竜（おんりゅう）
ある特定の条件の下で発生する怨霊の塊。記録では、奴隷の大量死の跡地などで発生している。育成には大量のエサ、つまり「憎しみ」が必要。
はぐれ霊（-もの）
思念体になりきれなかった霊もどき。長い間放置された家などに住み着く。基本的に放って置けばそのうち消えるが、未練を残して死んだ者のはぐれ霊は強い力を持つこともある。

### 「その他」関連
煉獄
地獄に行くよりも軽い罪の罪人がその罪を償う場所。ここで罪を償えば天国に行くことができる。
幽世（かくりよ）
現世と地獄との間に存在する幻の領域。草木が生い茂り、虫のような生物や一つ目の怪物など、凶悪な動植物が棲み付き、空気さえも毒。「とりこみ」を常習する霊の中には、稀にココにパイプを持ちとりこんだ人間を保管する霊もいる。
箱舟（はこぶね）
禁魔法律に手を染めた犯罪者集団。エンチューとティキの目的に協力している。
メンバーはアイビー、イサビ、キッド、トーマス、ブープ、フリオ、ミックの総勢7名。詳細は箱舟の項目を参照。
コルトロウ家
家系が禁魔法律家という呪われた一家。その存在を危険視した魔法律協会によって、5年前に壊滅させられた。当時の当主はジュード・コルトロウ。
悪夢（あくむ）
ナージャ長井が営む魔具屋。ジャビンも売っている。
ジャビン
ムヒョやロージー、ケンジも大好きな週刊少年漫画雑誌。
「ジャンプ」ではないのは、第一話においてムヒョとロージーが取り合いをした際に破れて真っ二つに裂けてしまったため、担当者からNGが出たから。
魔法律ジャーナル
魔法律の様々な情報が載っている雑誌。魔法律図書館にバックナンバーがある。
ムヒョルール
ムヒョが魔法律家として決めたルール。物語が進むごとに無理が生じ、だんだんおざなりになってしまったものもある。
- 「依頼人との再会を禁ず」 - ナナが頻繁に出入りするようになったため、ルールとして成立しなくなった。
- 「魔法律書に触れてはいけない」- 所有者以外の者が触れると爆発する危険性があるため。
- 「依頼人との再会は事件による相談に限り例外的に認める」- ケンジやナナが事務所に頻繁に出入りするようになり、ルールとして成立しなくなった。

## 書誌情報

### 漫画
ジャンプ・コミックスの電子書籍版が全巻、2013年4月4日から発売されている。文庫版は毎巻初回限定の絵葉書がついている。
- 西義之『ムヒョとロージーの魔法律相談事務所』集英社〈ジャンプ・コミックス〉、全18巻
  1. 「リエとタエコ」2005年5月2日発売、ISBN 978-4-08-873827-7
  2. 「前兆」2005年7月4日発売、ISBN 978-4-08-873833-8
  3. 「魔監獄潜入」2005年10月4日発売、ISBN 978-4-08-873867-3
  4. 「悲しみの始まり」2005年12月2日発売、ISBN 978-4-08-874001-0
  5. 「～風の中のツバメ～」2006年3月3日発売、ISBN 978-4-08-874030-0
  6. 「目覚め」2006年6月2日発売、ISBN 978-4-08-874112-3
  7. 「それぞれの試練」2006年8月4日発売、ISBN 978-4-08-874144-4
  8. 「絆」2006年10月4日発売、ISBN 978-4-08-874267-0
  9. 「パンジー」2006年12月4日発売、ISBN 978-4-08-874292-2
  10. 「運命」2007年2月2日発売、ISBN 978-4-08-874319-6
  11. 「救出作戦」2007年4月4日発売、ISBN 978-4-08-874342-4
  12. 「帰還」2007年6月4日発売、ISBN 978-4-08-874367-7
  13. 「新魔法律書」2007年8月3日発売、ISBN 978-4-08-874402-5
  14. 「傘」2007年10月4日発売、ISBN 978-4-08-874425-4
  15. 「長い悪夢」2007年12月4日発売、ISBN 978-4-08-874446-9
  16. 「はぐれ霊」2008年2月4日発売、ISBN 978-4-08-874477-3
  17. 「進化」2008年4月4日発売、ISBN 978-4-08-874498-8
  18. 「ムヒョとロージー」2008年6月4日発売、ISBN 978-4-08-874526-8
- 文庫版『ムヒョとロージーの魔法律相談事務所』〈集英社文庫〉
  1. 2013年11月15日発売[書 1]、ISBN 978-4-08-619459-4
  2. 2013年11月15日発売[書 2]、ISBN 978-4-08-619460-0
  3. 2013年12月18日発売[書 3]、ISBN 978-4-08-619461-7
  4. 2013年12月18日発売[書 4]、ISBN 978-4-08-619462-4
  5. 2014年1月17日発売[書 5]、ISBN 978-4-08-619463-1
  6. 2014年1月17日発売[書 6]、ISBN 978-4-08-619464-8
  7. 2014年2月18日発売[書 7]、ISBN 978-4-08-619465-5
  8. 2014年2月18日発売[書 8]、ISBN 978-4-08-619466-2
  9. 2014年3月18日発売[書 9]、ISBN 978-4-08-619467-9
  10. 2014年3月18日発売[書 10]、ISBN 978-4-08-619468-6
- 西義之『ムヒョとロージーの魔法律相談事務所 魔属魔具師編』集英社〈ジャンプ・コミックス〉、全2巻
  1. 2018年8月3日発売[書 11]、ISBN 978-4-08-881582-4
  2. 2019年4月4日発売[書 12]、ISBN 978-4-08-881820-7

### 小説
- 天羽沙夜『ムヒョとロージーの魔法律相談事務所 』〈ジャンプ ジェイ ブックス〉
  - 七色の魔声 2007年8月6日発売[書 13]、ISBN 978-4-08-703184-3
    - 本作の外伝となる「七色の魔声」「五嶺霊異記」「ロジロジキッチン」の三編を収録している。（「七色の魔声」から「五嶺霊異記」に話が変わる際、七面犬のムヒョに対する一方的な話が掲載されている。また「五嶺霊異記」から、「ロジロジキッチン」に、変わる際は、幽李の独り言が、地獄語で、掲載されている。和訳あり）
    - 「七色の魔声」では魔法律学校時代のムヒョ・エンチュー・ヨイチ・ビコが魔法律学校の七不思議に挑み、「五嶺霊異記」では五嶺・エビスが多くの霊の住むマンションの除霊に挑み、「ロジロジキッチン」ではロージーの日常生活の中での交流を描いている。

  - 禁書の守護者 2008年12月15日発売[書 14]、ISBN 978-4-08-703196-6
    - 本編のその後の物語を小説化。『赤マルジャンプ』2008 SPRINGで企画が発表された。
- 矢島綾『ムヒョとロージーの魔法律相談事務所 魔法律家たちの休日』〈ジャンプ ジェイ ブックス〉
  - 2018年8月3日発売[書 15]、ISBN 978-4-08-703459-2

## テレビアニメ
第1期は『週刊少年ジャンプ』創刊50周年記念事業の一環として、2018年8月から10月までBSスカパー！・アニマックスにて放送された。アニマックスでは毎回のアニメ放送直後にオリジナル番組『ムヒョロジ通信』、2018年9月2日に特別番組『TVアニメ「ムヒョロジ」徹底解説辞典〜ようこそ、魔法律の世界へ〜』を放送。第2期はイベント『ムヒョとロージーの大魔法律祭』にて製作が発表され、2020年7月から9月まで放送された。
2019年に『第9回衛星放送協会オリジナル番組アワード』アニメ番組部門最優秀賞を受賞した。

### スタッフ
- 監督 - 近藤信宏[2][5]
- シリーズ構成・脚本 - 鈴木やすゆき[2][5]
- キャラクターデザイン - 河野紘一郎[2][5]
- 総作画監督 - 只野和子、松下浩美[2][5]、中山初絵
- プロップデザイン / アクション・エフェクト作画監督 - 高瀬健一
- 美術監督 - 田尻健一
- 美術設定 - 真喜屋実義、田尻健一
- 色彩設計 - 黒目綾子
- 撮影監督 - 川瀬輝之
- 編集 - 小守真由美
- 音響監督 - 山本浩司
- 音楽 - 川﨑龍[2][5]
- 音楽制作 - ランティス
- 音楽プロデューサー - 吉江輝成
- プロデューサー
  - 第1期 - 久國康子、全雪珠、大竹雄介、菊地洋平、吉江輝成
  - 第2期 - 園部幸夫、西啓、加藤冠、Adam Zehner、吉江輝成、今井聖也、林信仁
- アニメーションプロデューサー - 佐久間智紀、牧野公翔
- アニメーション制作 - スタジオディーン[2][5]
- 制作協力 - ブリッジ[12][6]
- 製作
  - 第1期 - ムヒョロジ製作委員会（アニマックスブロードキャスト・ジャパン、JY Animation、スカパー！、ソニー・ピクチャーズ エンタテインメント、バンダイナムコアーツ）
  - 第2期 - ムヒョロジ製作委員会2（アニマックスブロードキャスト・ジャパン、アスミック・エース、スカパー！、Funimation Productions、バンダイナムコアーツ、A3、アミューズメントメディア総合学院）

### 主題歌
第1期
オープニングテーマ「GIFTED」
作詞 - 松井洋平 / 作曲・編曲 - 太田雅友 / 歌 - SCREEN mode

エンディングテーマ「ホトハシル」
作詞 - ぽん / 作曲・編曲 - 小島英也 / 歌 - ORESAMA

第2期
オープニングテーマ「イノチノアカシ」
作詞・作曲・編曲・歌 - ZAQ

エンディングテーマ「Proud Days」
作詞 - 結城アイラ / 作曲・編曲 - 竹市佳伸 / 歌 - NOW ON AIR

### 各話リスト
| 話数       | サブタイトル       | 絵コンテ   | 演出            | 作画監督                                                                                         | 初放送日      |       |       |       |       |       |       |       |       |       |       |       |       |       |       |       |       |       |       |       |
| 第1期      | 第1期              | 第1期      | 第1期           | 第1期                                                                                            | 第1期         | 第1期 | 第1期 | 第1期 | 第1期 | 第1期 | 第1期 | 第1期 | 第1期 | 第1期 | 第1期 | 第1期 | 第1期 | 第1期 | 第1期 | 第1期 | 第1期 | 第1期 | 第1期 | 第1期 |
| ---------- | ------------------ | ---------- | --------------- | ------------------------------------------------------------------------------------------------ | ------------- | ----- | ----- | ----- | ----- | ----- | ----- | ----- | ----- | ----- | ----- | ----- | ----- | ----- | ----- | ----- | ----- | ----- | ----- | ----- |
| 第一条     | リエとタエコ       | 近藤信宏   | 三好正人        | 只野和子 松下浩美 内藤嘉人                                                                       | 2018年 8月3日 |       |       |       |       |       |       |       |       |       |       |       |       |       |       |       |       |       |       |       |
| 第二条     | ケンジとナナ       | 河本昇悟   | 大塚隆寛        | 袴田裕二 簾畑由実 吉田肇 山口光紀                                                                | 8月10日       |       |       |       |       |       |       |       |       |       |       |       |       |       |       |       |       |       |       |       |
| 第三条     | 才能               | 鈴木龍太郎 | 小野田雄亮      | 平良哲朗 高橋恒星 徳倉栄一                                                                       | 8月17日       |       |       |       |       |       |       |       |       |       |       |       |       |       |       |       |       |       |       |       |
| 第四条     | 前兆               | 殿勝秀樹   | 殿勝秀樹        | Kim Bongduck Ju Hong Suk                                                                         | 8月24日       |       |       |       |       |       |       |       |       |       |       |       |       |       |       |       |       |       |       |       |
| 第五条     | 狂気               | 河本昇悟   | 関田修 加藤峻一 | 只野和子 松下浩美 江森真理子 柳瀬譲二 松下清志                                                   | 8月31日       |       |       |       |       |       |       |       |       |       |       |       |       |       |       |       |       |       |       |       |
| 第六条     | 夜の蝶             | 近藤信宏   | 橋本直人        | 袴田裕二 柴田ユウジ 糸島雅彦                                                                     | 9月7日        |       |       |       |       |       |       |       |       |       |       |       |       |       |       |       |       |       |       |       |
| 第七条     | 魔監獄             | もりたけし | 福元しんいち    | 菅原浩喜 相原理沙 漢人寛子 宇都木勇                                                              | 9月14日       |       |       |       |       |       |       |       |       |       |       |       |       |       |       |       |       |       |       |       |
| 第八条     | なりかわり         | 奥野浩行   | 濱田将太        | 山口光紀 吉田肇 内藤嘉人 柳瀬譲二 中山初絵                                                       | 9月21日       |       |       |       |       |       |       |       |       |       |       |       |       |       |       |       |       |       |       |       |
| 第九条     | ソフィー           | 誌村宏明   | 粟井重紀        | 青木真理子 細山正樹 山石まい                                                                     | 9月28日       |       |       |       |       |       |       |       |       |       |       |       |       |       |       |       |       |       |       |       |
| 第十条     | 木イチゴ           | 横内一樹   | 横内一樹        | 柳瀬譲二 内藤嘉人 簾畑由美 神谷美也子                                                            | 10月5日       |       |       |       |       |       |       |       |       |       |       |       |       |       |       |       |       |       |       |       |
| 第十一条   | 賭け               | 河本昇悟   | 小野田雄亮      | 只野和子 松下浩美 平良哲朗 高橋恒星 徳倉栄一 吉川太照 柳瀬譲二 山口光紀 内藤嘉人 角谷知美 吉田肇 | 10月12日      |       |       |       |       |       |       |       |       |       |       |       |       |       |       |       |       |       |       |       |
| 第十二条   | 〜風の中のツバメ〜 | 近藤信宏   | 大塚隆寛        | 松下浩美 只野和子 袴田裕二 糸島雅彦 柳瀬譲二 角谷知美                                            | 10月19日      |       |       |       |       |       |       |       |       |       |       |       |       |       |       |       |       |       |       |       |
| 第2期      |                    |            |                 |                                                                                                  |               |       |       |       |       |       |       |       |       |       |       |       |       |       |       |       |       |       |       |       |
| 第十三条   | 五嶺登場           | 近藤信宏   | 橋本直人        | スタジオびゅうん 只野和子 松下浩美                                                               | 2020年 7月7日 |       |       |       |       |       |       |       |       |       |       |       |       |       |       |       |       |       |       |       |
| 第十四条   | 赤川団地跡         | 河本昇悟   | 福元しんいち    | 相原理沙 菅原浩喜 漢人寛子 宇都木勇                                                              | 7月14日       |       |       |       |       |       |       |       |       |       |       |       |       |       |       |       |       |       |       |       |
| 第十五条   | 勝敗               | 古田丈司   | 加藤峻一        | 糸島雅彦 内藤嘉人 袴田裕二 山口光紀 柳瀬譲二                                                     | 7月21日       |       |       |       |       |       |       |       |       |       |       |       |       |       |       |       |       |       |       |       |
| 第十六条   | 出会い             | 原英和     | 佐々木純人      | 飯飼一幸 白石悟 西村真理子 松本理恵 丸英雄 山村俊了                                              | 7月28日       |       |       |       |       |       |       |       |       |       |       |       |       |       |       |       |       |       |       |       |
| 第十七条   | 検定開始           | 河本昇悟   | まついひとゆき  | 武口憲司                                                                                         | 8月4日        |       |       |       |       |       |       |       |       |       |       |       |       |       |       |       |       |       |       |       |
| 第十八条   | それぞれの試練     | 横内一樹   | 横内一樹        | スタジオびゅうん 只野和子 松下浩美                                                               | 8月11日       |       |       |       |       |       |       |       |       |       |       |       |       |       |       |       |       |       |       |       |
| 第十九条   | 信頼               | 添野恵     | 浜田将太        | 高瀬健一 渡辺健一 石川恵理 柳瀬譲二                                                              | 8月18日       |       |       |       |       |       |       |       |       |       |       |       |       |       |       |       |       |       |       |       |
| 第二十条   | 決着               | 河本昇悟   | 三好正人        | はっとりますみ 糸島雅彦 中川洋未 中山初絵 内藤嘉人                                               | 8月25日       |       |       |       |       |       |       |       |       |       |       |       |       |       |       |       |       |       |       |       |
| 第二十一条 | 草葉の影           | 今中奈々   | 福元しんいち    | 相原理沙 菅原浩喜 漢人寛子 宇都木勇                                                              | 9月1日        |       |       |       |       |       |       |       |       |       |       |       |       |       |       |       |       |       |       |       |
| 第二十二条 | 蟲                 | 河本昇悟   | 腰繁男          | 宇都木勇 寿夢龍 北島勇樹 江原小百合                                                              | 9月8日        |       |       |       |       |       |       |       |       |       |       |       |       |       |       |       |       |       |       |       |
| 第二十三条 | 蝿王の鎧           | 古田丈司   | 秋山宏          | 森本由布希                                                                                       | 9月15日       |       |       |       |       |       |       |       |       |       |       |       |       |       |       |       |       |       |       |       |
| 第二十四条 | 完全なるもの       | 河本昇悟   | 横内一樹        | 山口光紀 糸島雅彦 袴田裕二 髙橋瑞紀 飯塚正則                                                     | 9月22日       |       |       |       |       |       |       |       |       |       |       |       |       |       |       |       |       |       |       |       |

### DVD・Blu-ray BOX
| 発売日        | 商品名                                                  | 話数   | 規格    | 規格品番  |
| ------------- | ------------------------------------------------------- | ------ | ------- | --------- |
| 2019年1月30日 | ムヒョとロージーの魔法律相談事務所 コンプリート BOX     | 全12話 | DVD     | BPDQ-1205 |
| 2019年1月30日 | ムヒョとロージーの魔法律相談事務所 コンプリート BOX     | 全12話 | Blu-ray | BPBQ-1204 |
| 2021年1月29日 | 「ムヒョとロージーの魔法律相談事務所2」コンプリート BOX | 全12話 | DVD     | ADM-5188S |
| 2021年1月29日 | 「ムヒョとロージーの魔法律相談事務所2」コンプリート BOX | 全12話 | Blu-ray | BDM-5013S |

### 放送局
| 放送期間                | 放送時間           | 放送局       | 対象地域 | 備考                                   |
| ----------------------- | ------------------ | ------------ | -------- | -------------------------------------- |
| 2018年8月3日 - 10月19日 | 金曜 21:30 - 22:00 | BSスカパー！ | 日本全域 | 製作参加                               |
| 2018年9月3日 - 11月19日 | 月曜 19:00 - 19:30 | アニマックス | 日本全域 | 製作参加 / 字幕放送 / リピート放送あり |

| 放送期間                | 放送時間                     | 放送局       | 対象地域 | 備考                  |
| ----------------------- | ---------------------------- | ------------ | -------- | --------------------- |
| 2020年7月7日 - 9月22日  | 火曜 19:00 - 19:30           | アニマックス | 日本全域 | リピート放送あり      |
| 2020年7月10日 - 9月25日 | 金曜 21:00 - 21:30           | BSスカパー！ | 日本全域 | リピート放送あり      |
| 2020年7月16日 - 10月1日 | 木曜 2:00 - 2:30（水曜深夜） | J:COMテレビ  | 日本国内 | CATV / 『アニおび』枠 |

### Webラジオ
ムヒョ役の村瀬歩とロージー役の林勇によるWebラジオ『ムヒョとロージーの魔法律相談事務所 〜ムヒョロジラジオ〜』が、2020年7月6日から9月28日まで音泉にて隔週月曜に配信された。
ゲスト
- 第5回 - 小林裕介（ゴリョー役）
- 第6回 - 柿原徹也（ヨイチ役）

## 体感型ゲーム
いずれも回遊型であり、また最終解答はWEBサイトへの入力が必要だった。テレビアニメに準拠している。
ムヒョとロージーの魔法律相談事務所 in J-WORLD TOKYO　彷徨う少女からの心霊電話
2018年8月10日から9月24日までの予定で、J-WORLD TOKYOを会場に行われた謎解きゲームイベント。好評につき2019年1月31日まで延長された。

ムヒョとロージーの魔法律相談事務所 in なぞともカフェ　魔法律協会 2 級書記官試験
2018年9月14日から2019年3月31日まで、なぞともカフェ全6店舗（新宿店・渋谷店・名古屋栄店・なんばパークス店・京都新京極店・福岡天神店（こちらのみ同年3月10日まで））を会場に行われた謎解きゲームイベント。

## コラボレーション
『魔人探偵脳噛ネウロ』とは2回ほどコラボしている。西本人が「ネウロとは事務所仲間だしコラボしたいなぁ」と思っていたところ、松井優征も考えていたらしく、コラボが成立したらしい。コラボ作品はムヒョのコミック3巻、11巻に収録されている。松井の描いたムヒョのコラボはネウロのコミックに収録されている。

#### 書誌出典
1. ↑  “ムヒョとロージーの魔法律相談事務所 1 - 集英社文庫(コミック版)”.   集英社. 2020年9月20日閲覧。
2. ↑  “ムヒョとロージーの魔法律相談事務所 2 - 集英社文庫(コミック版)”.   集英社. 2020年9月20日閲覧。
3. ↑  “ムヒョとロージーの魔法律相談事務所 3 - 集英社文庫(コミック版)”.   集英社. 2020年9月20日閲覧。
4. ↑  “ムヒョとロージーの魔法律相談事務所 4 - 集英社文庫(コミック版)”.   集英社. 2020年9月20日閲覧。
5. ↑  “ムヒョとロージーの魔法律相談事務所 5 - 集英社文庫(コミック版)”.   集英社. 2020年9月20日閲覧。
6. ↑  “ムヒョとロージーの魔法律相談事務所 6 - 集英社文庫(コミック版)”.   集英社. 2020年9月20日閲覧。
7. ↑  “ムヒョとロージーの魔法律相談事務所 7 - 集英社文庫(コミック版)”.   集英社. 2020年9月20日閲覧。
8. ↑  “ムヒョとロージーの魔法律相談事務所 8 - 集英社文庫(コミック版)”.   集英社. 2020年9月20日閲覧。
9. ↑  “ムヒョとロージーの魔法律相談事務所 9 - 集英社文庫(コミック版)”.   集英社. 2020年9月20日閲覧。
10. ↑  “ムヒョとロージーの魔法律相談事務所 10 - 集英社文庫(コミック版)”.   集英社. 2020年9月20日閲覧。
11. ↑  “ムヒョとロージーの魔法律相談事務所 魔属魔具師編 1”.   集英社. 2020年9月20日閲覧。
12. ↑  “ムヒョとロージーの魔法律相談事務所 魔属魔具師編 2”.   集英社. 2020年9月20日閲覧。
13. ↑  “ムヒョとロージーの魔法律相談事務所 七色の魔声”. JUMP j BOOKS.   集英社. 2020年9月20日閲覧。
14. ↑  “ムヒョとロージーの魔法律相談事務所 禁書の守護者”. JUMP j BOOKS.   集英社. 2020年9月20日閲覧。
15. ↑  “ムヒョとロージーの魔法律相談事務所 魔法律家たちの休日”. JUMP j BOOKS.   集英社. 2020年9月19日閲覧。